# Strafprozess gegen Adnan Syed
Der Strafprozess gegen Adnan Syed (offiziell: State of Maryland vs. Adnan Masud Syed) war ein Gerichtsverfahren im Jahr 2000, in dem der damals 18-jährige Schüler Adnan Syed wegen Mordes an seiner früheren Freundin Hae Min Lee angeklagt und zu lebenslanger Freiheitsstrafe verurteilt wurde. Im Jahr 2014 erlangte der Fall durch den US-Podcast Serial internationale Bekanntheit, nachdem die Recherchen der Journalistin Sarah Koenig zahlreiche Ungereimtheiten in den Zeugenaussagen und der Beweisführung im Prozess aufgedeckt hatten. Serial wurde zeitweise zum meistgehörten Podcast weltweit und wurde bis Ende 2016 über 80 Millionen Mal abgerufen.
In den Folgejahren erreichten die Anwälte Syeds vor verschiedenen Berufungsgerichten in einem Wiederaufnahmeverfahren, dass Syed das Recht auf einen neuen Strafprozess zugesprochen wurde, unterlagen jedoch letztendlich vor dem Obersten Gerichtshof des Bundesstaates Maryland, nachdem die Staatsanwaltschaft jedes Mal gegen das Urteil in Berufung gegangen war. Ungeachtet dessen wurde Syed nach einer Haftzeit von 23 Jahren am 19. September 2022 auf Antrag der Staatsanwaltschaft aufgrund von verschiedenen mutmaßlichen Rechtsverstößen der damaligen Ankläger und erheblicher Zweifel an den im Strafprozess angeführten Beweisen „im Interesse von Gerechtigkeit und Fairness“ aus dem Gefängnis entlassen und Syeds Verurteilung aufgehoben. Nachdem von der Staatsanwaltschaft angeordnete DNA-Tests der Kleidung des Mordopfers keine Hinweise auf ein Vorhandensein von Syeds DNA ergaben, ließ die leitende Staatsanwältin Marilyn Mosby alle Anklagepunkte gegen Syed fallen und bezeichnete Syeds Verurteilung als Justizirrtum. Die Haftentlassung und Aufhebung des Urteils gegen Syed wurde von der Opferfamilie und verschiedenen Prozessbeobachtern scharf kritisiert.
Am 30. August 2024 revidierte der Oberste Gerichtshof Marylands die Aufhebung der Verurteilung Syeds mit der Begründung, dass eine vorschnelle Ansetzung der Anhörung der Opferfamilie nicht ausreichen Zeit gegeben hätte, an der Anhörung persönlich teilzunehmen. Das Gericht ordnete eine erneute Anhörung vor einem neuen Richter an, lehnte eine Inhaftierung Syeds bis zum Anhörungstermin jedoch ab. Im Februar 2025 gab der neue Bezirksstaatsanwalt von Baltimore an, keinen erneuten Antrag auf Aufhebung des Urteils gegen Syed stellen zu wollen. Wenige Wochen später wurde Syeds Reststrafe im Rahmen eines Justizprojektes des Bundesstaats Maryland, das Haftzeitverkürzungen für zur Tatzeit jugendliche Straftäter ermöglicht, auf Empfehlung der Staatsanwaltschaft von einer Richterin wegen guter Führung zur Bewährung ausgesetzt. Syeds Haftstrafe gilt somit als verbüßt, er gilt jedoch weiterhin als rechtskräftig verurteilt.

## Vorgeschichte

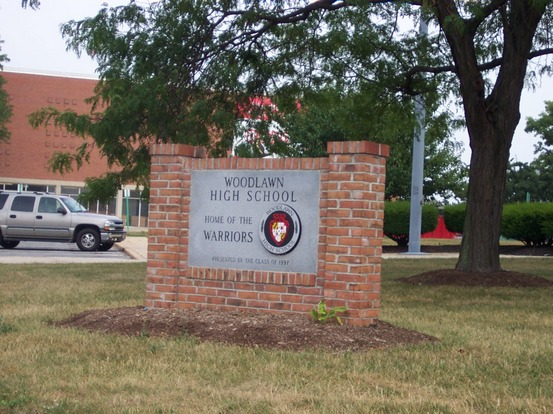
Woodlawn High School in Baltimore, Maryland

Adnan Masud Syed wurde am 21. Mai 1981 als Sohn pakistanischer Einwanderer in Baltimore, Maryland, geboren und war infolgedessen von Geburt an US-amerikanischer Staatsbürger. In den Jahren 1998 und 1999 besuchte Syed als Schüler die Highschool des Stadtteils Woodlawn und galt als sportlicher, talentierter und vor allem bei Mädchen beliebter Schüler. Im Januar 1999 war Syed 17 Jahre alt und stand kurz vor seinem Schulabschluss.
Im Jahr 1998 führte Syed eine mehrmonatige Beziehung mit seiner aus Südkorea stammenden Mitschülerin Hae Min Lee, deren Anbahnung Lee in ihrem Tagebuch in lebhaften romantischen Details beschreibt. So sei Syed im Jahr 1998 gemeinsam mit seiner als äußerst attraktiv geltenden Mitschülerin Stephanie McPherson zu König und Königin des Abschlussballs gewählt worden, jedoch habe Syed am Abend den üblichen Tanz des gewählten Königspaares mit Stephanie bereits nach kurzer Zeit beendet, um stattdessen Lee zum Tanz aufzufordern. In einer Physikstunde habe er ihr vor den Augen aller Mitschüler als Liebesbeweis eine Rose überreicht.
Aufgrund der unterschiedlichen Herkunft und Kultur der beiden Familien hielten Lee und Syed ihre Beziehung vor ihren Eltern geheim. Syeds muslimische Eltern lehnten Beziehungen ihrer Söhne zu Frauen vor der Ehe aus religiösen und kulturellen Gründen ab. Auch Lees Elternhaus war in dieser Hinsicht konservativ geprägt. Intime Begegnungen fanden daher oft auf Parkplätzen in Lees Auto statt. Beim Homecoming-Ball im Oktober des Jahres 1998 ereignete sich eine für Syed äußerst unangenehme Szene, als Syeds Eltern auftauchten und ihm befahlen, sofort mit nach Hause zu kommen, nachdem sie ihn gemeinsam mit Lee gesehen hatten.
Lees Tagebucheinträge belegen, dass die Notwendigkeit, die Beziehung geheim zu halten, und die ablehnende Haltung von Syeds Eltern sie sehr belasteten. Hinzu kam, dass Syed sich laut der Aussage verschiedener Zeugen mehr und mehr in ihr Leben einmischte. So habe Syed im Verlauf der Beziehung immer häufiger nachgefragt, wo sie sei und mit wem sie sich treffe, und immer mehr gemeinsame Zeit mit ihr eingefordert. Hierzu mischten sich auch immer stärkere Anzeichen von Eifersucht. Insbesondere auf Treffen mit anderen jungen Männern habe Syed oft negativ reagiert. Lee empfand Syeds Verhalten als besitzergreifend und kontrollierend. Ab Herbst 1998 geriet das Paar immer häufiger in Streitigkeiten. Gemäß einer Aussage der Lehrerin Hope Schwab ging dies in einem Fall so weit, dass Lee vom Schulcampus aus einen Termin bei Schwab telefonisch absagte, da Syed am selben Tag ebenfalls einen Termin bei Schwab hatte. Als Syed zufällig während des Telefongesprächs den Raum betrat, bat Lee Schwab darum, vorzugeben, sie sei statt von Lee von einer anderen Lehrerin angerufen worden, und Syed nicht mitzuteilen, dass Lee an der Schule sei. In dieser Zeit kam es, immer ausgehend von Lee, zu mehreren Trennungen, und das Verhältnis hatte zunehmend den Charakter einer On-Off Beziehung.
Im November 1998 trennte sich das Paar endgültig. Erneut ging die Trennung von Lee aus. In einem undatierten Abschiedsbrief beschreibt Lee, wie unzufrieden sie mit der Beziehung war, und fordert Syed auf, ihre Trennungsentscheidung zu respektieren. Die Trennung sei nicht das Ende der Welt, und er werde darüber hinwegkommen. Eine Chance, wieder zusammenzukommen, gebe es nicht. Zum Abschluss des Briefes bedauert Lee, dass die Trennung so „feindselig und kalt“ erfolgt sei. Der Brief endet mit den Worten: „Hasse mich, wenn du willst. Aber du solltest bedenken, dass ich dich niemals hassen könnte.“

„I'm really getting annoyed that this situation is going the way it is. Your life is NOT going to end. You'll move on and I'll move on. But, apparently, you don't respect me enough to accept my decision. I really couldn't give [a] damn about whatever you want to say. The more fuss you make the more I am determined to do what I gotta do. I got other things to do, better than giving you any hope that we'll get back together, I really don't see that happening, especially now. I NEVER wanted to end this like this, so hostile and cold. But I really don't know what to do. Hate me if you will. But you should remember that I could never hate you.
(Es nervt mich wirklich, dass diese Situation so verläuft, wie sie ist. Dein Leben wird NICHT enden. Du wirst weitermachen und ich werde weitermachen. Aber anscheinend respektierst du mich nicht genug, um meine Entscheidung zu akzeptieren. Es ist mir wirklich völlig egal, was du sagen willst. Je mehr Aufhebens du machst, desto entschlossener bin ich, zu tun, was ich tun muss. Ich habe andere Dinge zu tun, besser als dir Hoffnung zu machen, dass wir wieder zusammenkommen, aber ich glaube wirklich nicht, dass das passiert, besonders jetzt nicht. Ich wollte das NIEMALS so beenden, so feindselig und kalt. Aber ich weiß wirklich nicht, was ich tun soll. Hasse mich, wenn du willst. Aber du solltest bedenken, dass ich dich niemals hassen könnte.)“

Um den Jahreswechsel von 1998 zu 1999 lernte Lee bei der Arbeit für die Optikerkette LensCrafters den zwei Jahre älteren Donald Clinedinst kennen und verliebte sich sofort in ihn. Lee und Clinedinst wurden kurze Zeit später ein Paar. In ihrem Tagebuch beschreibt Lee ausführlich ihre große Liebe zu Clinedinst. Auf eine der letzten Tagebuchseiten schreibt sie den Namen „Don“, eine Abkürzung von Clinedinsts Vornamen, insgesamt 127-mal und fügt hinzu „Ich vermisse dich, mein Schatz“ (I miss you, baby). Kurz vor ihrem Verschwinden änderte Lee ihren Profileintrag in ihrem öffentlichen AOL-Profil. Dort listete sie unter ihren Interessen nun „am wichtigsten Don“ auf, schwärmte von seinen blauen Augen und bezeichnete sich als Clinedinsts „Vollzeitfreundin“:

„Interests: Movies, Phone, Partying, TV, Music and most importantly Don. Likes: Looking into his blue eyes, fast cars like his Camaro, … Occupation: Part-time sales, Full-time Girlfriend. “I love you and I miss you Donnie.” Libra
(„Interessen: Filme, Telefon, Partys, Fernsehen, Musik und vor allem Don. Was ich mag: In seine blauen Augen schauen, schnelle Autos wie seinen Camaro, … Beruf: Teilzeitverkäuferin, Vollzeitfreundin. „Ich liebe dich und ich vermisse dich, Donnie.“ Waage“)“

In ihrem letzten Tagebucheintrag vom 12. Januar 1999, einem Tag vor ihrem Verschwinden, schreibt Lee, mit Clinedinst sei es Liebe auf den ersten Blick gewesen, und sie habe in ihm ihren Seelenverwandten gefunden:

„I love you, Don. I think I have found my soulmate. I love you so much. I fell in love with you the moment I opened my eyes to see you in the break room for the first time.
(Ich liebe dich, Don. Ich glaube, ich habe meinen Seelenverwandten gefunden. Ich liebe dich so sehr. Ich habe mich in dich verliebt, als ich meine Augen öffnete und dich zum ersten Mal im Pausenraum sah.)“

## Verschwinden von Hae Min Lee und Fund der Leiche

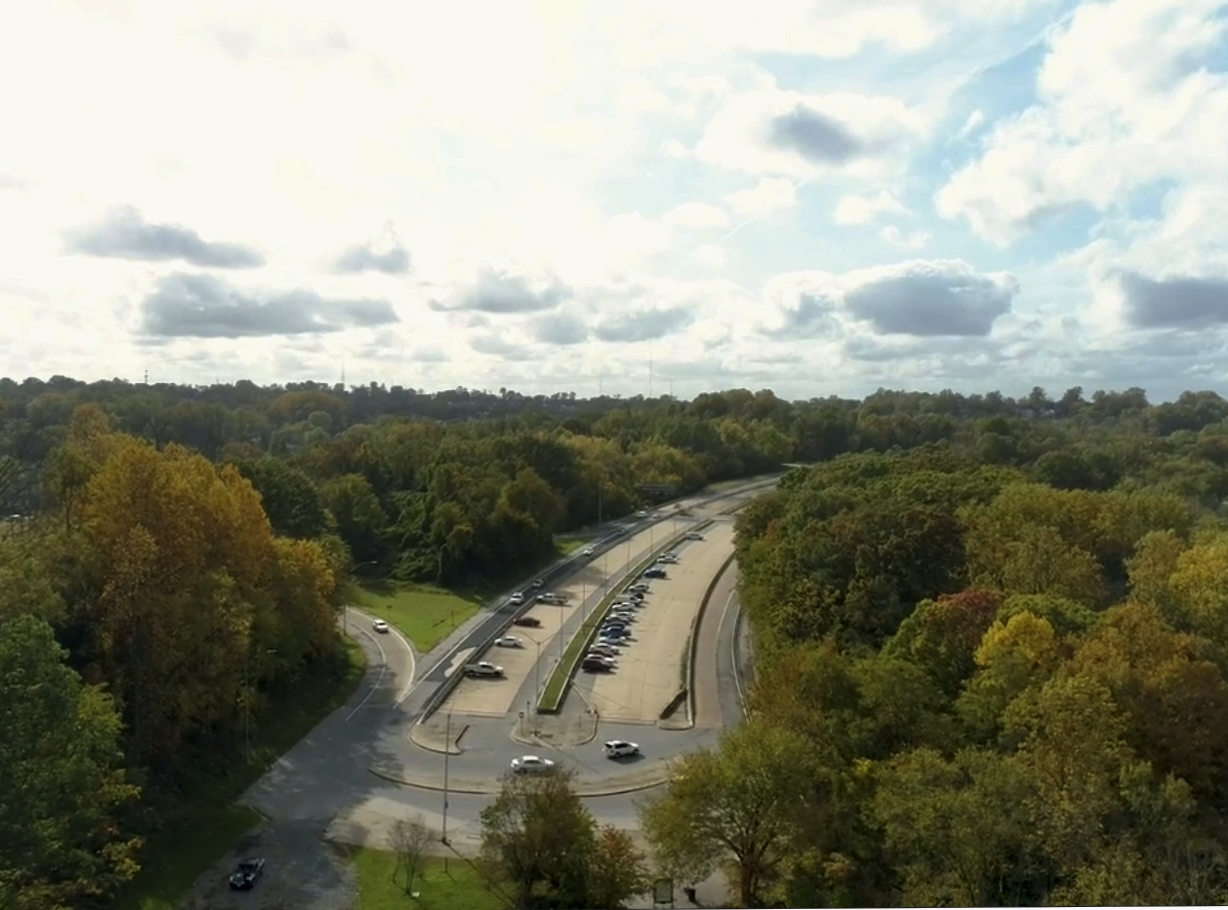
Parkplatz am Rand des Leakin Park unweit des Fundorts der Leiche

Am Mittwoch, dem 13. Januar 1999, verbrachte Hae Min Lee den Morgen und Vormittag an der Woodlawn Highschool. Gegen 10:30 Uhr wurde sie beim Sport von einem Fernsehteam in der Sporthalle der Schule gefilmt und gab ein kurzes Interview. Zuletzt besuchte sie gemeinsam mit Syed eine Psychologiestunde, die um 14:15 Uhr endete. Zuletzt wurde sie von Zeugen kurz nach 14:15 Uhr auf dem Schulgelände gesehen, als sie in Richtung Parkplatz zu ihrem Auto ging und gesagt habe, sie müsse schnell weg. Danach verliert sich ihre Spur. Um 15 Uhr hätte Lee ihre Cousine mit dem Auto vom Kindergarten abholen sollen, ein Termin, den die als sehr zuverlässig geltende junge Frau laut ihren Angehörigen niemals vergessen hätte, woraufhin ihre Mutter sie noch im Verlauf des Nachmittags als vermisst meldete. Die Polizei unternahm zunächst keine konkreten Schritte, da Lee bereits volljährig war und noch keine Hinweise auf ein Verbrechen vorlagen. Nachdem Lee allerdings weitere Termine am Abend versäumte und keiner der kontaktierten Freunde und Bekannten Lees einen Hinweis auf deren Verbleib geben konnte, wurde eine Suchaktion gestartet und zunächst Personen im Umfeld Lees nach deren Verbleib befragt. Im weiteren Verlauf wurde die Umgebung der Woodlawn Highschool mit einer Hundestaffel abgesucht und eine offizielle Vermisstenmeldung aufgegeben. Lee blieb jedoch, ebenso wie ihr Nissan Sentra, spurlos verschwunden.
Nach einer mehrwöchigen erfolglosen Suche wurde die Leiche Lees am 9. Februar 1999 vom Wartungsmechaniker Alonzo Sellers gefunden. Dieser gab an, er sei nach seiner Mittagspause durch den Leakin Park zu seiner Arbeitsstätte am Coppin State College in Baltimore gefahren und habe in einem Waldstück an der North Franklintown Road angehalten, da er habe austreten müssen. Dafür habe er sein Fahrzeug geparkt, sei ca. 40 Meter in den Wald gelaufen und habe dort die Leiche entdeckt. Die Leiche Lees war offenbar hastig begraben worden. Sie lag in einer nur wenig tiefen Mulde und war nur oberflächlich mit einer dünnen Schicht Erdreich, Laub und Zweigen bedeckt. Der Körper war schon teilweise verwest, jedoch aufgrund der Winterkälte trotzdem noch gut erhalten, sodass Lee sofort identifiziert werden konnte. Die Autopsie der Leiche ergab, dass Lee stranguliert worden war. Hinweise auf ein Sexualverbrechen waren nicht erkennbar.

## Tatverdacht gegen Adnan Syed und Festnahme
Bis zum Fund der Leiche wurde der Fall Lees als Vermisstenfall eingestuft. Obwohl schnell davon ausgegangen wurde, dass Lee Opfer einer Straftat geworden sein musste, gab es bis zu diesem Zeitpunkt keine konkreten Hinweise auf ein Verbrechen. Daher konnte die Polizei bis dahin auch keine Tatverdächtigen benennen oder Eingriffe in die Privatsphäre von Verdachtspersonen, wie etwa das Anfordern von Telefondaten, vornehmen. Diesbezüglich war ein besonders vorsichtiges Vorgehen der Ermittler erforderlich, da Rechtsfehler bei Eingriffen in die Privatsphäre im Beweissicherungsverfahren im US-Recht dazu führen können, dass nicht nur rechtswidrig eingesehene Informationen wie Telefondaten, sondern auch alle mittelbar hierdurch erlangten weiteren Beweise vor Gericht nicht verwertbar wären (Fruit from the poisonous tree). Die Situation änderte sich jedoch schlagartig mit dem Fund der Leiche und der Gewissheit, dass Lee einem Tötungsdelikt zum Opfer gefallen war.
Da eine junge Frau gewaltsam zu Tode gekommen war und Partner und Ex-Partner in solchen Fällen erfahrungsgemäß häufig zu den Tätern zählten, richteten sich die Ermittlungen unmittelbar auf Lees letzten Freund Donald Clinedinst und auf ihren Ex-Freund Syed. Clinedinst konnte für den Nachmittag des 13. Januar schnell ein glaubwürdiges Alibi vorweisen. Zeugenaussagen und seine Stempelkarte belegten, dass er zum Zeitpunkt von Lees Verschwinden an seinem Arbeitsplatz in einer Filiale der Optikerkette LensCrafters gewesen war. Auch konnte kein glaubwürdiges Motiv ermittelt werden. Die Beziehung zu Lee war erst wenige Wochen alt. Hinweise auf Streit oder Eifersucht gab es nicht. Clinedinst wurde daher als Verdächtiger schnell ausgeschlossen.
In Bezug auf Syed gingen jedoch drei Tage nach dem Fund der Leiche im Leakin Park am 12. Februar zwei anonyme Anrufe derselben Person bei der Polizei ein, in dem der Anrufer die Ermittler dazu aufforderte, Syed als Verdächtigen in Betracht zu ziehen. Dieser habe sich erst kürzlich von Lee getrennt und sich außerdem in der Vergangenheit mit Lee im Leakin Park, dem Fundort der Leiche, für intime Kontakte getroffen. Seinem Freund Yasser Ali habe Syed einmal gesagt, wenn er seiner Freundin jemals etwas antun würde, würde er deren Auto in einem See versenken. Die Stimme des Anrufers habe sich nach einem jungen Mann mit asiatischem Akzent angehört, wobei offenblieb, ob asiatisch hier als südasiatisch, also etwa aus dem Herkunftsland von Syeds Familie Pakistan, oder ostasiatisch, also etwa aus Lees Herkunftsland Korea, zu verstehen sei.
Yasser Ali bestätigte die Angaben des anonymen Anrufers in einem wenige Tage später geführten Polizeiinterview zwar nicht, jedoch hatten sich die Ermittlungen zu diesem Zeitpunkt bereits auf Syed konzentriert. Anders als Clindienst konnte Syed zunächst keine Zeugen vorweisen, die sich sicher waren, ihn um die Zeit von Lees Verschwinden nach 14:15 Uhr gesehen zu haben, und konnte auch nicht anderweitig nachweisen, wo genau er sich an diesem Nachmittag aufgehalten hatte. Zudem hatten die Ermittler bereits vor dem anonymen Anruf von Syeds kürzlich zurückliegender Trennung von Lee erfahren. Syed wurde für die Ermittler so schnell zum Hauptverdächtigen. In der Zwischenzeit hatte die Polizei am 18. Februar die Anrufliste von Syeds Mobiltelefon vom Mobilfunkanbieter AT&T angefordert, ging nun minutiös alle Personen durch, mit denen Syed telefoniert hatte, und führte mit allen ermittelten Personen Vernehmungen durch. Hierbei stießen die Ermittler auf eine junge Frau namens Jennifer Pusateri, die am 13. Januar mehrfach von Syeds Mobiltelefon angerufen worden war. In ihrer ersten Vernehmung am 26. Februar gab Pusateri an, nichts mit der Sache zu tun zu haben und nichts über den Mord an Lee zu wissen. Einen Tag später fragte Pusateri nach einem weiteren Vernehmungstermin und sprach erneut mit den Ermittlern, diesmal im Beisein ihrer Mutter sowie eines Anwalts. Pusateri, die nach eigenem Bekunden weder Syed noch Lee kannte, sagte aus, ihr enger Freund Jay Wilds habe ihr noch am Tattag erzählt, dass Syed Lee erwürgt habe und er Syed beim Begraben der Leiche geholfen habe. Das Motiv Syeds sei Eifersucht gewesen. Pusateri verfügte damit offenbar über Insiderkenntnisse, denn die Todesursache war zu diesem Zeitpunkt noch gar nicht öffentlich bekannt gegeben worden. Dies führte die Ermittler zu Wilds, der in seiner Vernehmung die Angaben Pusateris bestätigte. Wilds führte die Ermittler außerdem zu einem Parkplatz nahe der Adresse 325 North Grantley Street, auf dem Lees bis dahin unauffindbares Auto abgestellt war. Dies belegte aus Sicht der Ermittler den Wahrheitsgehalt von Wilds Aussagen, denn da er wusste, wo das Auto abgestellt war, könne mit hoher Sicherheit geschlussfolgert werden, dass Wilds an der Tat beteiligt war und den Mörder kannte.
Mit diesen Indizien konnte umgehend ein Haftbefehl erwirkt werden. Syed wurde am 28. Februar 1999 des Mordes an Hae Min Lee beschuldigt und nur wenige Stunden später in Gewahrsam genommen.

## Erster Strafprozess
Ein erster Strafprozess gegen Syed startete am 8. Dezember 1999 am Bezirksgericht von Baltimore unter dem Vorsitz von Richter William Quarles. Die Staatsanwaltschaft, vertreten durch den leitenden Staatsanwalt Kevin Urick, präsentierte ihre Beweise an insgesamt sechs Verhandlungstagen. In einer Diskussion am Richtertisch am sechsten Verhandlungstag bezeichnete der vorsitzende Richter die Verteidigerin Syeds, Cristina Gutierrez, deren Aussage zufolge als „Lügnerin“. Gutierrez protestierte und merkte an, dass Mitglieder der Jury die Aussage des Richters gehört hätten und ihrer Glaubwürdigkeit damit großen Schaden zugefügt worden sei. Als dann einer der Geschworenen dem Richter eine Notiz überreichte mit der Frage, ob Gutierrez jetzt als Verteidigerin entlassen würde, da der Richter sie für eine Lügnerin halte, blieb dem Richter keine andere Möglichkeit, als den Prozess abzubrechen und ergebnislos zu beenden. Eine Mitarbeiterin von Gutierrez sagte später in einem Interview, die Jury-Mitglieder seien zum Ende des ersten Prozesses befragt worden und hätten angedeutet, dass sie zum damaligen Zeitpunkt wahrscheinlich für die Unschuld von Syed gestimmt hätten.

## Zweiter Strafprozess

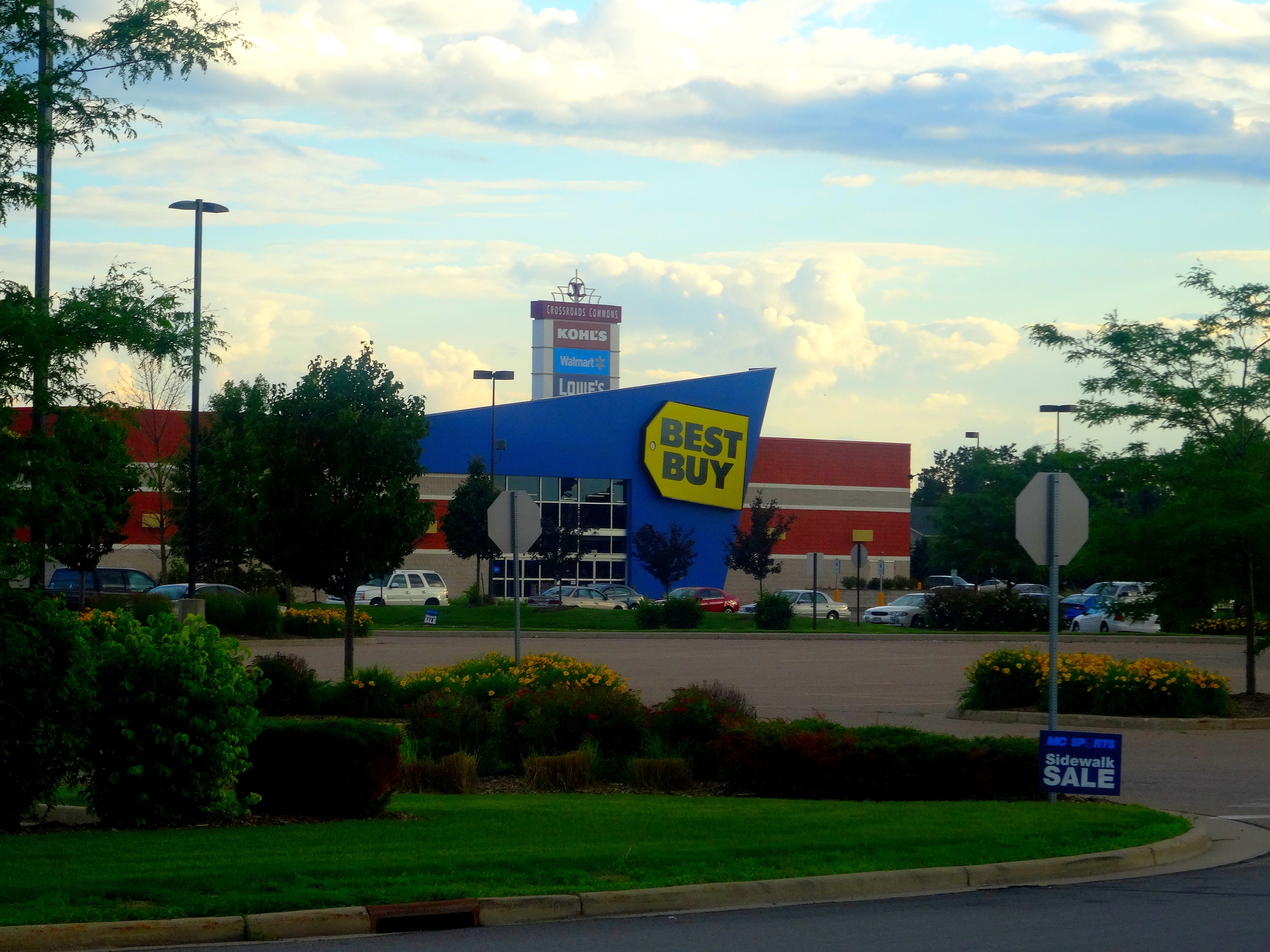
Typisches Kaufhaus der Best Buy Kette mit Parkplatz. Foto: Corey Coyle.

Der zweite Strafprozess gegen Syed begann am 25. Februar 2000 und dauerte etwa sechs Wochen. Nach dem Abbruch des ersten Strafprozesses wurden neue Geschworene ausgewählt und die Beweisaufnahme ebenfalls von Neuem eröffnet. Die Anklage wurde abermals von Staatsanwalt Urick sowie von Staatsanwältin Kathleen C. Murphy vertreten. Syeds Verteidigerin war erneut Cristina Gutierrez. Den Vorsitz übernahm diesmal Richterin Wanda Keyes Heard.

### Strategie der Anklage
Die Strategie des leitenden Staatsanwalts Kevin Urick zielte darauf ab, zu beweisen, dass Syed sowohl ein Motiv für den Mord als auch eine Gelegenheit hatte, den Mord zu begehen. Weiter habe Syed kein schlüssiges Alibi. Die Aussagen von Jay Wilds als Hauptbelastungszeuge seien hingegen schlüssige Beweise für Syeds Täterschaft und könnten durch eine Funkzellenanalyse, mit deren Hilfe Syeds Mobiltelefon am Tattag geortet werden konnte, sowie durch Aussagen anderer Zeugen wie Jennifer Pusateri belegt werden. Syed habe Lee am Vormittag um eine Mitfahrgelegenheit nach Schulschluss gebeten, sei mit Lee nach 14:15 Uhr zum Best Buy Kaufhaus in Woodlawn gefahren und habe sie gegen 14:35 Uhr auf dem Parkplatz des Kaufhauses in ihrem Auto erwürgt. Danach habe er sich von Jay Wilds abholen lassen, sei kurz zum Leichtathletik-Training gegangen, um ein Alibi zu haben und habe die Leiche dann gegen 19 Uhr in einem Waldstück im nahegelegenen Leakin Park gemeinsam mit Wilds begraben. Das Mordmotiv sei Eifersucht und gekränkter Stolz gewesen.
Mordmotiv
Die Anklage argumentierte, Syed habe aufgrund der turbulenten Beziehung zu Lee, der von Lee ausgehenden, nur wenige Wochen zurückliegenden Trennung und der Tatsache, dass Lee seit kurzer Zeit einen neuen Freund hatte, ein schlüssiges Motiv gehabt, Lee zu ermorden. Besonders habe ihn in Wut versetzt, dass er seine Eltern wegen Lee angelogen habe, um die Beziehung geheim zu halten. Syed habe für Lee ein verlogenes Doppelleben geführt. Nachdem er so viel für sie geopfert habe, stehe er nach der Trennung von Lee gedemütigt und in seiner Ehre verletzt mit leeren Händen da und habe folglich den Entschluss gefasst, Lee zu töten.

„In order to have this relationship, he had to live a lie. He'd had to lie to his parents. He'd had to lie to his religious friends. He was living a lie. It was a double life for him and when it ended, all he had left, was the lie that he had been leading. He felt betrayed that his honor had been besmirched. And he set out to kill Hae Min Lee.
(„Um diese Beziehung zu haben, musste er eine Lüge leben. Er musste seine Eltern anlügen. Er musste seine religiösen Freunde anlügen. Er lebte eine Lüge. Es war ein Doppelleben für ihn und als es endete, war alles, was ihm blieb, die Lüge, die er gelebt hatte. Er fühlte sich betrogen, seine Ehre war beschmutzt worden. Und er machte sich daran, Hae Min Lee zu töten.“)“

Bei der Durchsuchung von Syeds Wohnhaus nach dessen Festnahme fanden die Ermittler den Abschiedsbrief, den Lee kurz vor der Trennung an Syed geschrieben hatte. Auf der Rückseite des Briefes finden sich die handschriftlich notierten Worte „Ich werde töten“ (I'm going to kill).
Außerdem habe Syed auch eine Gelegenheit gehabt, ohne großes Aufsehen zu erregen in Lees Auto zu gelangen und Lee dort zu töten. Nach der Trennung hätten Syed und Lee den Kontakt nicht abgebrochen, sondern auch weiter sporadisch Dinge miteinander unternommen. Lee habe ihm auch dann noch immer wieder Mitfahrgelegenheiten gegeben und ihn auch nach der Trennung noch selbst ihr Auto fahren lassen. Der Scheibenwischerhebel am Lenkrad von Lees Auto war beim Fund des Autos lose, was die Staatsanwaltschaft als Indiz dafür wertete, dass der Täter auf dem Fahrersitz des Autos gesessen habe und es dann im Auto zu einem Kampf gekommen sei, bei dem sich der Scheibenwischerhebel durch eine Schlag oder Tritt des sich wehrenden Opfers gelöst habe. Eine Zeugin erinnerte sich, dass Syed Lee am 13. Januar um eine Mitfahrgelegenheit nach Schulende gebeten hatte, was diese jedoch abgelehnt habe. Auch Syed selbst hatte dies noch am Tag von Lees Verschwinden gegenüber einem Polizisten in einem Telefongespräch bestätigt, gab jedoch an, in der Schule aufgehalten worden zu sein, woraufhin Lee ohne ihn abgefahren sei.
Zusammenfassend hätte Syed ein Motiv, eine Gelegenheit und aufgrund seiner überlegenen Körperkraft auch die Möglichkeit (motive, opportunity, means) gehabt, Lee am 13. Januar 1999 zu töten. Auffällig sei außerdem, dass Syed Lee in den Wochen vor ihrem Verschwinden regelmäßig immer wieder per Textnachricht kontaktiert oder angerufen hatte – unter anderem dreimal in der Nacht vor ihrem Verschwinden –, sie jedoch, anders als andere Freunde und Bekannte, nach dem 13. Januar nie mehr anrief oder kontaktierte, obwohl die Leiche erst Wochen später gefunden wurde und es sich zunächst noch um einen Vermisstenfall handelte.
Fehlendes Alibi
Ein wichtiger Angriffspunkt der Anklage war, dass Syed – anders als Lees damaliger Freund Don Clinedinst – nicht schlüssig beweisen konnte, wo genau er sich am Nachmittag und Abend des 13. Januar 1999 aufgehalten hatte. Syed behauptete, einen Großteil der fraglichen Zeit auf dem Schulcampus, beim Leichtathletiktraining und in der Moschee verbracht zu haben, also an öffentlichen Orten und in Anwesenheit zahlreicher anderer Personen. Gleichwohl konnte er so gut wie keine Zeugen benennen, die seine Anwesenheit an diesen Orten bestätigen. Einzig sein Vater Syed Rahman sagte im Prozess aus, Syed sei mit ihm gegen 20 Uhr bis ca. 22 Uhr in der Moschee gewesen. Syed konnte auch keine Aufnahmen von Überwachungskameras oder sonstige Beweise vorbringen. Beim Leichtathletiktraining wurde keine Anwesenheitsliste geführt, und die zuständige Aufsichtsperson konnte sich nicht erinnern, ob Syed anwesend war oder nicht.
Hauptbelastungszeuge
Das wichtigste Element der Strategie der Anklage war die Aussage des Hauptbelastungszeugen Jay Wilds. Das Vorhandensein eines Motivs und Nichtvorhandensein eines Alibis sind keine Beweise für die Schuld eines Angeklagten. Wilds' Aussage war von entscheidender Bedeutung, da keine forensischen Indizien existierten, die Syed direkt mit dem Mord in Verbindung bringen und die existierenden Indizien – wie etwa Fingerabdrücke in Lees Auto – plausibel von der Verteidigung erklärt werden konnten. Syed war auch nach der Trennung mit Lee befreundet geblieben und in den Tagen und Wochen vor ihrem Verschwinden oft mit Lees Zustimmung in ihrem Auto. Mit Wilds existierte hingegen ein Zeuge, der aussagte, Syed am Tattag mit Lees Leiche gesehen zu haben, und der den Standort von Lees ebenfalls verschwundenem Auto kannte, was mit höchster Wahrscheinlichkeit nur ein Mitwisser oder Mittäter gewusst haben könnte.
Wilds gab an, Syed habe ihm am Vormittag des 13. Januar sein Mobiltelefon und sein Auto geliehen, vordergründig, damit Wilds ein Geburtstagsgeschenk für seine Freundin Stephanie kaufen könne, mit der auch Syed gut befreundet war. Zu diesem Zeitpunkt habe Syed ihm auch mitgeteilt, dass er plane, Lee zu töten, da sie ihm das Herz gebrochen habe. Am Nachmittag um 14:36 Uhr habe er einen Anruf von Syed erhalten, dass Lee jetzt tot sei, und Syed mit dessen Auto am nahe der Highschool liegenden Best Buy Kaufhaus abgeholt. Hierbei habe Syed ihm die Leiche Lees im Kofferraum gezeigt. Danach habe er Syed zum Leichtathletiktraining gefahren, da Syed gesagt habe, er „müsse jetzt gesehen werden“, und später dort wieder abgeholt. Nach einem späteren Besuch gegen 18:00 Uhr bei seiner Freundin Kristi Vinson habe Wilds Schaufeln organisiert, und die beiden seien hintereinander mit beiden Autos in den Leakin Park gefahren und hätten Lees Leiche gegen 19:15 Uhr dort begraben. Danach hätten sie Lees Auto auf einem Parkplatz abgestellt, und Syed habe Wilds nach Hause gefahren.
Wilds' Aussagen waren jedoch in vielen Punkten widersprüchlich. Insbesondere Zeiten und Orte änderten sich immer wieder, auch in bedeutenden Punkten wie der Frage, wo und wann Syed ihm Lees Leiche im Kofferraum von Lees Auto gezeigt habe. In seinen Vernehmungen musste er sich mehrfach selbst korrigieren und machte in Bezug auf bestimmte Details eindeutige Falschaussagen, was die Staatsanwaltschaft in der Gerichtsverhandlung auch eingestand. Trotzdem, so die Argumentation der Anklage, habe sich der wahre Kern von Wilds' Aussage nie geändert, nämlich, dass Syed ihm die Leiche gezeigt habe, sie diese gemeinsam begraben und danach Lees Auto auf einem Parkplatz im Westen Baltimores abgestellt hätten.
Funkzellenanalyse
Kurze Zeit nach dem Fund von Lees Leiche hatte die Polizei Verbindungs- und Ortungsdaten für Syeds Mobiltelefon von dessen Mobilfunkanbieter erhalten. Bei vom Telefon Syeds ausgehenden Anrufen konnte der angerufene Teilnehmer ermittelt werden. Bei eingehenden Telefonanrufen war jedoch nicht immer nachverfolgbar, wer Syeds Telefon angerufen hatte. Die Ermittler versuchten, diese Daten zu nutzen, um verschiedene Zeugenaussagen, insbesondere die des Hauptbelastungszeugen Jay Wilds, zusätzlich zu validieren.
Wilds und die Zeugin Kristina „Kristi“ Vinson sagten übereinstimmend aus, dass Wilds und Syed am Tattag gegen 18 Uhr in Vinsons Wohnung gewesen seien. Vinson gab an, Wilds und Syed hätten sich sonderbar und heimlichtuerisch („shady“) verhalten. Wilds Angaben zufolge hatte Syed um etwa 18:00 Uhr bis 18:30 Uhr drei eingehende Anrufe erhalten, zwei von Verwandten Lees und einen von der Polizei, die sich erkundigt habe, ob Syed wisse, wo Lee sei, was Syed verneint habe. An den letzten Anruf erinnerte sich auch Vinson, jedoch ohne sagen zu können, wer genau angerufen habe. Nach diesem Anruf habe Syed gesagt: „Sie werden kommen und mich befragen. Was soll ich sagen? Was soll ich tun?“ und sei aufgesprungen, aus der Wohnung gestürmt und mit Wilds gemeinsam abgefahren. Der Polizist Scott Adcock gab an, am Tattag zwischen 18:00 Uhr und 18:30 Uhr mit Syed telefoniert und nach dem Verbleib von Lee gefragt zu haben. Syeds Telefonverbindungsdaten zeigen am Tattag eingehende Anrufe um 18:07 Uhr, 18:09 Uhr und 18:24 Uhr. Die Staatsanwaltschaft behauptete, dass Syed nach dem Anruf der Polizei offenbar in Panik geriet und geglaubt habe, er müsse sich der Leiche jetzt schnell entledigen. Passend hierzu sagte Wilds aus, dass die Leiche tatsächlich wenig später, gegen 19 Uhr, im Leakin Park begraben wurde. Wilds sagte außerdem, er habe während der Fahrt seiner Freundin Jennifer Pusateri gegen 19 Uhr eine Voicemail von Syeds Telefon gesendet, da er um diese Zeit mit Pusateri eigentlich verabredet gewesen sei. Kurze Zeit später habe Pusateri zurückgerufen, während er mit Syed gerade dabei war, die Leiche zu begraben. Syed habe abgenommen, Pusateri gesagt, Wilds sei beschäftigt, und aufgelegt. Pusateri bestätigte, um diese Zeit eine Voicemail von Wilds erhalten zu haben. Diese sei unverständlich gewesen, daher habe sie ihn wenige Minuten später zurückgerufen. Am anderen Ende der Leitung sei eine unbekannte Stimme gewesen (Pusateri kannte Syed nicht), die ihr gesagt habe, Wilds sei beschäftigt. Syeds Telefondaten zeigen um 19 Uhr einen ausgehenden Anruf zu Pusateris Pager, auf den so Voicemails gesprochen werden konnten, und um 19:09 Uhr und 19:16 Uhr eingehende Anrufe unbekannten Ursprungs.
Zur Überprüfung dieser für Syed höchst belastenden Aussagen nutzten die Ermittler eine Auswertung von Syeds Telefonverbindungen vom Tattag. Mithilfe einer Funkzellenanalyse wurde für jeden Anruf ermittelt, mit welchem Mobilfunkmast das Mobiltelefon Syeds Kontakt aufnahm. Hierdurch kann der ungefähre Standort, von dem der Telefonanruf geführt wurde, eingegrenzt werden. Wilds Aussage zufolge hatte Syed das Mordopfer abends gegen 19:15 Uhr in seinem Beisein im Leakin Park begraben. Um 19:09 Uhr und 19:16 Uhr wurden mit dem Mobiltelefon Syeds zwei Telefongespräche geführt, wobei Syeds Mobiltelefon beide Male angerufen wurde. In beiden Fällen lief die Verbindung über den Funkturm L689B, der sich am Rand des Leakin Parks etwa einen Kilometer nördlich vom Fundort von Lees Leiche entfernt befindet. Der letzte Buchstabe bei der Funkturmbezeichnung zeigt die Signalrichtung an, wobei A für Nord/Nordost, B für Süd/Südost und C für West steht. Die Verbindung zum Funkturm L689B deutet also darauf hin, dass das Telefon Syeds sich südlich bis südöstlich vom angerufenen Funkturm befunden hat. Dies stimmt mit dem Fundort der Leiche überein. Der ausgehende Anruf um 19 Uhr auf Jennifer Pusateris Pager lief über den Funkturm L651A, der sich bei einem Autobahnkreuz befand, von dem aus sowohl Kristi Vinsons Apartment über die Schnellstraße I-695 als auch der Leakin Park über die Autobahn I-70 in wenigen Minuten erreichbar war. Dies wertete die Staatsanwaltschaft als Indiz dafür, dass Wilds die Wahrheit sagte.
Zur Validierung ihrer Analyse berief sich die Anklage auf die Zeugenaussage des Ingenieurs Abraham Waranowitz, der für den Hersteller AT&T am Aufbau des Funkturmnetzes in Baltimore beteiligt gewesen war und als Experte zum Prozess geladen wurde. Waranowitz testete am Fundort der Leiche im Leakin Park, welcher Funkturm an dieser Stelle die größte Signalstärke aufwies. Das Ergebnis war Funkturm L689B.
Nisha-Telefonanruf
Nach übereinstimmender Aussage von Zeuge und Angeklagtem übergab Syed am Vormittag des 13. Januar sein Mobiltelefon, das ein Freund von ihm erst zwei Tage zuvor gekauft hatte, an Wilds, der selbst kein Mobiltelefon besaß. Syeds Angaben zufolge erhielt er es erst am Abend zurück, als Wilds ihn vom Leichtathletiktraining abholte. Er gab an, Wilds in der Zwischenzeit nicht mehr gesehen zu haben. Um 15:32 Uhr wurde jedoch ein in Silver Spring lebendes Mädchen namens Nisha von Syeds Telefon aus angerufen. Nisha, die in der Berichterstattung über den Fall fast ausschließlich bei ihrem Vornamen genannt wird, war eine Freundin Syeds, die Wilds jedoch nicht kannte. Wilds hätte keinen Grund gehabt, eine unbekannte Person von einem fremden Mobiltelefon anzurufen. Alle anderen Anrufe am frühen Nachmittag waren Personen, die Wilds kannte. Dies wertete die Staatsanwaltschaft als Indiz dafür, dass Syed um diese Zeit – wie von Wilds behauptet – bei Wilds war und bezüglich seines Aufenthaltsorts zwischen Schulende und Leichtathletiktraining die Unwahrheit sagte. Die einzig logische Schlussfolgerung sei, dass Syed um 15:32 Uhr wieder im Besitz seines Mobiltelefons war und das Gespräch mit Nisha führte. Dies sei ein zusätzliches Indiz für die Glaubwürdigkeit von Wilds' Aussage, dass Syed ihm am frühen Nachmittag des Tattages die Leiche Lees gezeigt hatte.
Im Auto Lees gefundene Gegenstände
Im Auto von Hae Min Lee wurde ein mehrseitiger, zusammengehefteter Stadtplan von Baltimore gefunden, bei dem die Seite, die die Umgebung der Woodlawn Highschool und im unteren rechten Abschnitt den Leakin Park zeigt, herausgerissen war. Ein Handabdruck Syeds wurde auf der Rückseite der letzten Seite des Stadtplans sichergestellt. Es fanden sich jedoch keine Hand- oder Fingerabdrücke des Angeklagten auf der herausgerissenen Seite. Gleichwohl wurde dies von der Staatsanwaltschaft als Indiz dafür interpretiert, dass Syed den Stadtplan verwendete, um einen geeigneten Ort für das Verscharren der Leiche zu finden und den Weg zum Leakin Park ausfindig zu machen. Auf der Rückbank des Autos wurde zudem eine in Blumenpapier eingewickelte Rose gefunden. Auf dem Blumenpapier fanden sich Syeds Fingerabdrücke. Die Staatsanwaltschaft erinnerte daran, dass Syed Lee einmal vor der versammelten Schulklasse eine Rose überreicht hatte.

### Strategie der Verteidigung
Die Verteidigerin Syeds versuchte, hauptsächlich aus Syeds eigenen Aussagen, ein Alibi abzuleiten und die Jury davon zu überzeugen, dass Syeds Aussagen zu seinen Aufenthaltsorten an jenem Tag glaubwürdig seien. Außerdem verwies sie darauf, dass außer den Aussagen des Hauptbelastungszeugen Jay Wilds keine forensischen Indizien oder direkten Beweise Syed mit dem Mord in Verbindung bringen. Eine Täterschaft anderer Personen wie Wilds selbst oder von Alonzo Sellers, der den Fundort der Leiche gemeldet hatte, seien viel wahrscheinlicher als eine Täterschaft Syeds.
Routine-Alibi
Am 4. Oktober 1999 teilte Syeds Verteidigerin dem leitenden Staatsanwalt Kevin Urick in einer sogenannten Alibi Notice mit, dass Syed zur vermuteten Tatzeit nicht am Tatort war. Die rechtzeitige Übersendung einer solchen Alibi Notice vor dem Prozess ist im Bundesstaat Maryland gesetzliche Vorschrift, damit die Ankläger sich entsprechend vorbereiten und das Alibi eventuell entkräften können. Dem Schreiben der Verteidigung zufolge hatte Syed nach Ende der letzten Schulstunde um 14:15 Uhr die folgende Zeit auf dem Schulgelände verbracht und wäre danach zum Leichtathletiktraining gegangen, das unterschiedlichen Angaben zufolge irgendwann zwischen 15:30 Uhr und 16:30 Uhr begann und spätestens um 17:30 Uhr endete (eine Anwesenheitsliste existierte nicht, und die Teilnahme wurde nicht kontrolliert). Da Jay Wilds am Tattag im Besitz von Syeds Auto war, sei er dann von Wilds vom Training abgeholt worden und zu Wilds' Bekannter Kristi Vinson gefahren. Danach sei er nach Hause gegangen und habe die restliche Zeit bis zum Abendgebet gegen 20 Uhr dort verbracht. Das Abendgebet habe er am fraglichen Tag keinesfalls verpasst, denn der 13. Januar 1999 fiel in den Fastenmonat Ramadan. Danach, gegen 22 Uhr, sei er wieder nach Hause gegangen und habe sich einige Stunden später schlafen gelegt. Zur Stärkung des spezifischen Alibis verwies die Verteidigung zusätzlich auf ein sogenanntes Routine-Alibi und fügte eine Liste von insgesamt 80 Zeugen bei, die bestätigen könnten, dass Syed regelmäßig nach der Schule auf dem Campus, beim Leichtathletiktraining sowie während des Fastenmonats Ramadan, in den der 13. Januar 1999 fiel, abends in der Moschee gewesen sei. Mit der Ausnahme von Syeds Vater, der als Zeuge aussagte, mit seinem Sohn gemeinsam gegen 20 Uhr in der Moschee gebetet zu haben, rief die Verteidigung jedoch keine dieser Alibi-Zeugen in den Zeugenstand.
Als einzige mögliche Alibi-Zeugin auf dem Schulcampus hatte Gutierrez die Zeugin Deborah Warren im ersten Strafprozess gegen Syed während ihres Krezuverhörs mit einer von den Ermittlern auf Band aufgezeichneten und später schriftlich dokumentierten Befragung konfrontiert, in der sie angegeben hatte, Syed am 13. Januar gegen 2:45 Uhr auf dem Campus nahe des Büros des Vertrauenslehrers (guidance counselor) der Woodlawn Highschool auf dem Weg zum Leichtathletiktraining gesehen zu haben, was Warren damals bestätigte. Nur wenige Wochen später fragte Gutierrez im zweiten Strafprozess erneut, ob Warren den Angeklagten am 13. Januar auf dem Weg zum Leichtathletiktraining gesehen habe. Diesmal gab Warren an, sich nicht mehr erinnern zu können. Gutierrez wies Warren weder auf das Befragungsprotokoll der Ermittler noch auf ihre Aussage zu dieser Frage im ersten Strafprozess hin und wendete sich umgehend anderen Themen zu.
Forensische Indizien
Der Darstellung der Verteidigung zufolge war die forensische Faktenlage ausgesprochen dünn. Die forensische Untersuchung von Syeds Auto ergab keinen Hinweis darauf, dass sich dort eine Leiche befunden hatte, und lieferte auch keinerlei belastende Fingerabdrücke, Blut oder DNA-Spuren. In Lees Auto fanden sich Syeds DNA und dessen Fingerabdrücke, dies sei jedoch leicht dadurch zu erklären, dass sich Syed in den Tagen und Wochen vor Lees Verschwinden oft mit ihrer Zustimmung in ihrem Auto aufgehalten hatte. Am Mordopfer und am Fundort der Leiche konnten weder DNA noch Blutspuren, Fingerabdrücke oder sonstige forensische Hinweise auf eine Täterschaft Syeds nachgewiesen werden. Ebenso wurden am Fundort der Leiche und am Mordopfer gefundene Textilfasern nicht auf Syeds Kleidung oder anderen Stoffstücken, die in Syeds Wohnung sichergestellt wurden, gefunden. Umgekehrt konnten auch keine Textilfasern oder Haare von Syed am Fundort der Leiche, der Leiche selbst oder an Gegenständen vom Tatort nachgewiesen werden. Erdspuren an bei der Hausdurchsuchung von Syeds Wohnhaus sichergestellten Schuhen und Kleidungsstücken ergaben keine Übereinstimmung mit am Fundort der Leiche gesicherten Bodenproben. Der Autopsiebericht ergab keine Hinweise auf ein Sexualverbrechen und keine forensischen Indizien hierfür wie Spuren von Körperflüssigkeiten eines möglichen Täters. Keiner von Lees lang gewachsenen Fingernägeln war abgebrochen, was gegen die von der Staatsanwaltschaft vorgebrachte Theorie sprach, dass es im Auto zu einem Kampf gekommen sei, in dessen Folge sich der Scheibenwischerhebel durch einen Schlag oder Tritt Lees gelöst habe. An Syed selbst zeigten sich in den Tagen nach Lees Verschwinden keinerlei Kratzspuren, Hämatome oder sonstige Zeichen eines Kampfes, der sich in der Theorie der Staatsanwaltschaft im Auto Lees zwischen Syed und der relativ großen und sportlichen jungen Frau ereignet haben soll.
Zweifel am Hauptbelastungszeugen
Die Aussage des Hauptbelastungszeugen Jay Wilds wurde von Syeds Verteidigerin scharf angegriffen. Wilds sei ein Drogendealer und als Zeuge sehr unglaubwürdig. Er habe in Bezug auf alle fundamentalen Aussagen gelogen und seine Angaben geändert. Dies betreffe den angeblichen Tatort und den Ort, an dem Syed ihm die Leiche gezeigt habe. Wilds hatte der Polizei und anderen Personen nachweislich immer wieder andere Orte angegeben. Den Tatort verortete er in einer Polizeivernehmung zunächst – wie später von der Staatsanwaltschaft im Prozess argumentiert – auf dem Parkplatz eines nahegelegenen Best-Buy-Kaufhauses. Jennifer Pusateri, die mit ihrer Aussage die Polizei erst auf Jay aufmerksam gemacht hatte, sagte er ihren Angaben zufolge jedoch, er kenne den Tatort nicht. Bezüglich des Ortes, an dem Syed ihm die Leiche gezeigt habe, nannte er in verschiedenen Befragungen durch die Polizei die Edmondson Avenue, den Parkplatz des Best-Buy-Kaufhauses sowie die Franklintown Road. In einer Vernehmung sagt er, er habe die Leiche überhaupt nicht gesehen. In allen Polizeivernehmungen sagte Wilds, er und Syed seien am Nachmittag des Tages von Lees Verschwinden im mehrere Kilometer entfernten Patapsco State Park gewesen, um Marihuana zu rauchen, was sich mit keiner der von den Ermittlern angenommenen möglichen Zeitlinien der Ereignisse des Nachmittags vereinbaren lässt. In seiner Aussage im Prozess selbst gab er jedoch an, den Nachmittag durchgehend im Stadtgebiet nahe Woodlawn verbracht zu haben. Zeitweise behauptete er gegenüber der Polizei, von Syed für seine Hilfe beim Begraben der Leiche bezahlt worden zu sein. Auch dies erwähnte er im Prozess nicht mehr.
Gutierrez kritisierte außerdem, dass die Staatsanwaltschaft Wilds für dessen eigenes Strafverfahren wegen Beihilfe zum Mord eine Anwältin gesucht und diese bezahlt hatte. Dass dies ein Staatsanwalt für seinen eigenen Zeugen tue, sei höchst ungewöhnlich. Außerdem wurde Wilds nur für die weniger schwerwiegende Straftat Beihilfe nach der vollendeten Tat (accessory after the fact) angeklagt, obwohl Wilds nach Darstellung der Staatsanwaltschaft in die Mordplanung Syeds eingeweiht war und diese unterstützt hatte, indem er das Auto Syeds an jenem Tag übernahm, um Syed einen Vorwand zu geben, das Mordopfer um eine Mitfahrgelegenheit zu bitten.
Verdächtigung anderer Täter
Die Verteidigung argumentierte, Wilds Aussagen seien unglaubwürdig, und es lägen keine anderen glaubwürdigen Beweise für Syeds Täterschaft oder auch nur dessen Anwesenheit am Fundort der Leiche vor. Tatzeit und Tatort seien unbekannt. Angesichts dieser Beweislage könne nicht von einer Täterschaft Syeds ausgegangen werden. Viel wahrscheinlicher sei, dass Wilds selbst der Täter sei und versuche, Syed die Tat anzuhängen, nachdem die Polizei auf seine Spur gekommen war, um sich und seine Freundin Jennifer Pusateri zu schützen. Die Verbindung von Wilds zu dem Mord sei durch dessen Kenntnis des Abstellorts von Lees Auto offensichtlich. Ebenso käme Alonzo Sellers als Täter in Betracht. Im Gegensatz zu Syed könne zwischen Sellers und dem Fundort der Leiche eine Verbindung hergestellt werden, da Sellers den Fund der Leiche als Erster gemeldet hatte. Sellers wohnte zum damaligen Zeitpunkt nur wenige hundert Meter von der Woodlawn Highschool entfernt, war in der Vergangenheit verhaftet worden, weil er sich nachts vor einer Autofahrerin entblößt hatte, und hatte nach dem Leichenfund einen Lügendetektortest zunächst nicht bestanden, bei dem Fragen nach seiner Beteiligung an dem Mord an Lee gestellt wurden. Ein späterer weiterer Test, in dem nur noch nach der Mordwaffe gefragt wurde, zeigte jedoch keine Hinweise auf eine Täuschungsabsicht.

### Urteil und Strafmaß
Am 25. Februar 2000 wurde Syed von den Geschworenen einstimmig des Mordes an Hae Min Lee schuldig gesprochen. Am 6. Juni 2000 verurteilte die vorsitzende Richterin Syed zu einer lebenslangen Freiheitsstrafe. Da Syed zur Tatzeit noch minderjährig war, wurde eine vorzeitige Haftentlassung auf Bewährung nach 15 Jahren ermöglicht, was jedoch eine Zustimmung des Gouverneurs von Maryland voraussetzte und nach Angaben der Richterin zum damaligen Zeitpunkt keine gängige Rechtspraxis war. Im Rahmen der Anhörung wurde auch den Hinterbliebenen Lees das Wort erteilt. Hierbei verlas Youn Kim, die Mutter von Hae Min Lee, das in der späteren Berichterstattung zum Fall vielzitierte Koreanische Sprichwort mit den Wortlaut, wenn Eltern sterben, begräbt man sie in der Erde, wenn Kinder sterben, begräbt man sie im eigenen Herzen. Syed selbst beteuerte in seinem Schlusswort seine Unschuld.

„When parents die, they’re buried in the ground, but when a child dies, you bury the child in your heart.“

### Verurteilung von Jay Wilds
Auch der Hauptbelastungszeuge Jay Wilds wurde kurz nach Syeds Verurteilung angeklagt. Wilds bekannte sich im Beisein seiner von Staatsanwalt Urick vermittelten und bezahlten Anwältin Anne Benaroya der Beihilfe zum Mord nach Vollendung der Tat schuldig und wurde zu einer Freiheitsstrafe von zwei Jahren auf Bewährung verurteilt, einem von Beobachtern angesichts der Vorwürfe als milde bezeichneten Strafmaß.

## Berufungen und erstes Wiederaufnahmeverfahren
Kurz nach dem Urteil und noch vor der Anhörung zur Strafzumessung beendete Syeds Familie die Zusammenarbeit mit seiner Verteidigerin Cristina Gutierrez. Syed und andere Familienangehörige waren schon längere Zeit kritisch gegenüber der Verhandlungsführung von Gutierrez eingestellt, hatten jedoch noch größere Nachteile befürchtet, falls Gutierrez mitten im Prozess entlassen worden wäre. Außerdem ist der Wechsel des Anwaltsteams während eines Strafprozesses im US-Recht nur mit besonderer Begründung möglich. Noch in der Anhörung zur Strafzumessung kündigte Syed an, in Berufung zu gehen. Seine Berufungen wurden von den angerufenen Gerichten jedoch abgewiesen, da keine Rechtsfehler erkennbar seien.
Im Juni 2010 reichte sein neuer Anwalt Justin Brown einen Antrag auf ein erstes Wiederaufnahmeverfahren ein. Syeds Anwältin habe zahlreiche Fehler begangen und Syed aufgrund ihrer inkompetenten Verteidigung keinen fairen Prozess erhalten können. Im US-Recht ist eine mangelhafte Verteidigung (ineffective assistance of counsel) ein valider Revisionsgrund, sofern nachgewiesen werden kann, dass die Verteidigung tatsächlich eindeutige Fehler begangen hat und ohne diese Fehler ein anderes Prozessergebnis möglich gewesen wäre. Insbesondere kritisierte Brown, dass Syeds Verteidigerin Cristina Gutierrez Syeds Mitschülerin Asia McClain auch auf Syeds Aufforderung hin nicht einmal kontaktiert hatte. McClain hatte Syed im Gefängnis mehrere Briefe geschrieben, in denen sie angab, sie sei sich sicher, dass sie ihn am 13. Januar gegen 14:30 Uhr in der Stadtbibliothek von Woodlawn gesehen und mit ihm fast 20 Minuten gesprochen habe. Auch ein Freund von ihr sei zugegen gewesen. Die Bibliothek habe außerdem Überwachungskameras. Dies hätte Syed ein potenzielles Alibi verschaffen können, da die Staatsanwaltschaft im Hauptverfahren angenommen hatte, dass sich genau zu diesem Zeitpunkt der Mord auf dem Parkplatz des Best-Buy-Kaufhauses ereignet hatte. McClain hatte für ihre Aussage zu einem früheren Zeitpunkt eine Eidesstattliche Versicherung abgegeben, sagte jedoch nicht selbst im Berufungsprozess aus. Stattdessen sagte der ehemalige leitende Staatsanwalt Kevin Urick aus, McClain habe ihm in einem persönlichen Gespräch mitgeteilt, dass sie die Eidesstattliche Versicherung nur unterschrieben habe, weil sie von Syeds Familie unter Druck gesetzt worden sei. In Browns Revisionsantrag findet sich keine Rüge von Gutierrez' Umgang mit den Funkzellendaten. Dies wurde später relevant, da im Bundesstaat Maryland Beweisanträge für eine mangelhafte Verteidigung in einem Wiederaufnahmeverfahren nur für zehn Jahre nach dem Urteil im Hauptverfahren möglich sind.
Am 6. Januar 2014 lehnte Berufungsrichter Martin Welch Syeds Antrag auf einen neuen Strafprozess ab. Die Entscheidung, McClain nicht als Alibi-Zeugin zu kontaktieren, sei als eine nachvollziehbare Prozessstrategie der Verteidigerin Syeds anzusehen. McClains Briefe seien teilweise vage und wenig detailliert formuliert gewesen. Außerdem habe McClain von Syed selbst gemachten Aussagen widersprochen. Syed hatte immer angegeben, nach Schulende bis zum Leichtathletiktraining auf dem Schulgelände geblieben zu sein, und die Stadtbibliothek von Woodlawn als Aufenthaltsort nie erwähnt. Syeds Verteidigerin habe daher vernünftigerweise annehmen können, dass McClain als Alibi-Zeugin für Syeds Verteidigung nicht von Nutzen gewesen wäre, und folglich nicht die Pflicht gehabt, McClain zu kontaktieren.

## Serial Podcast

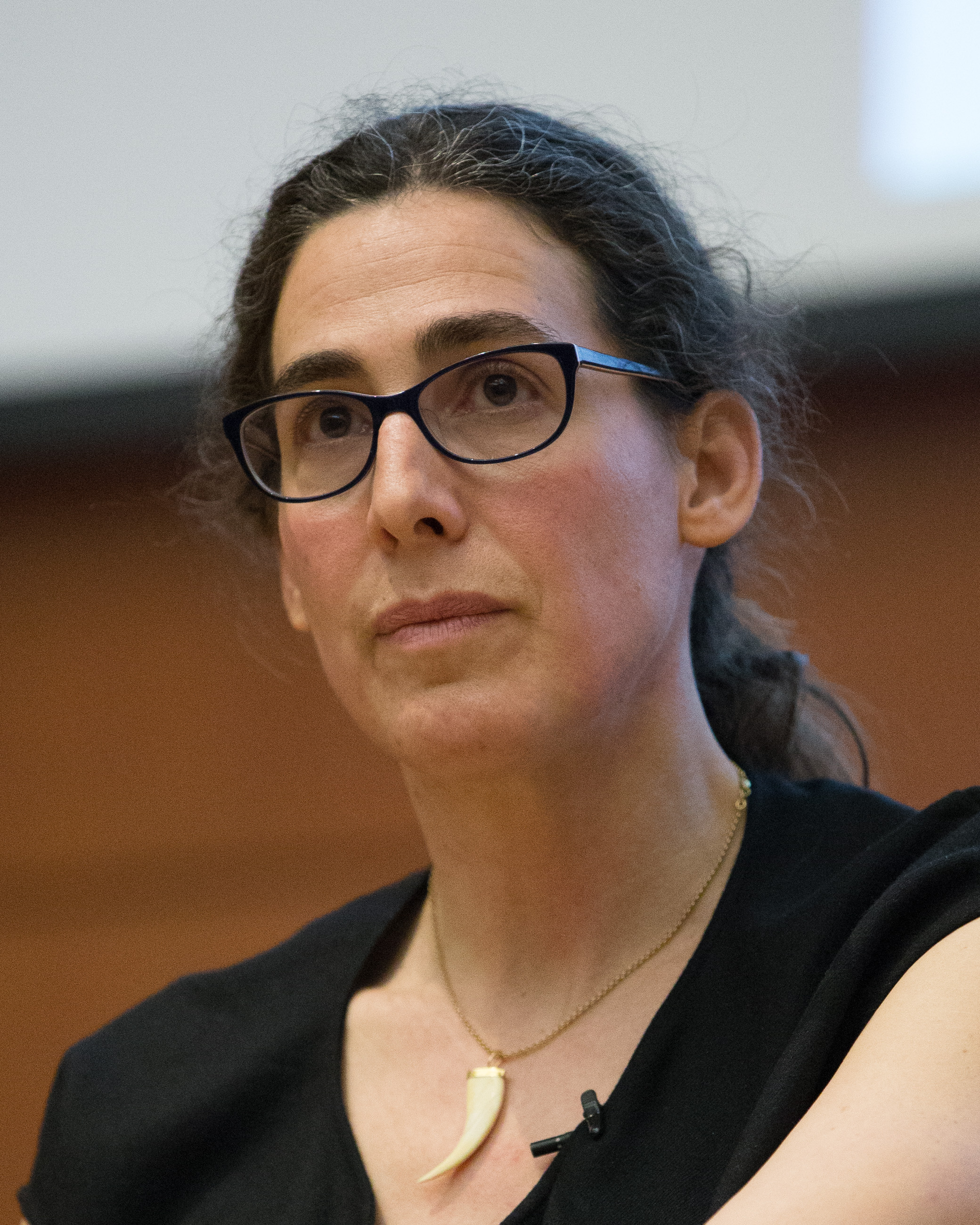
Sarah Koenig

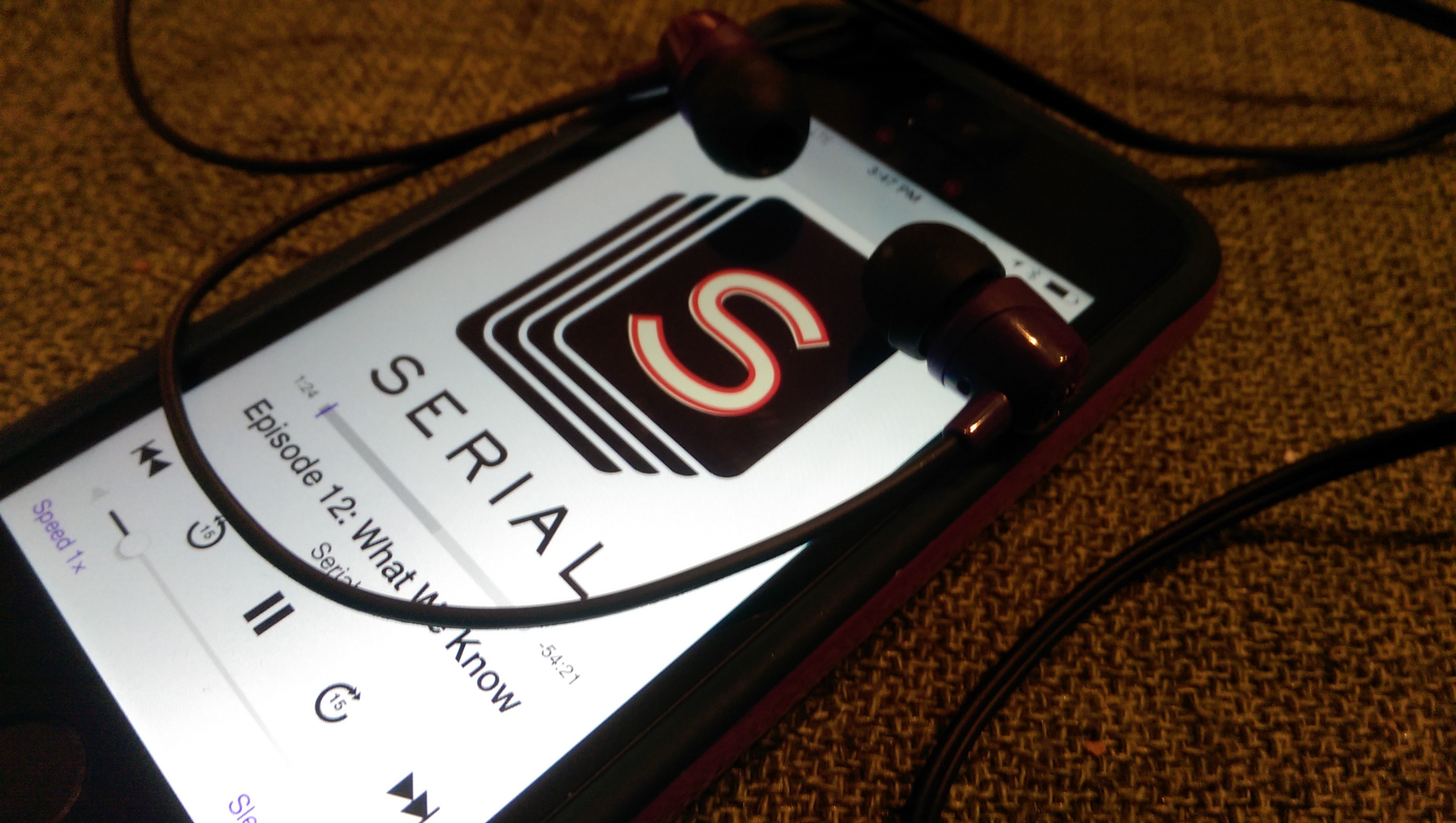
Serial Podcast Logo

Im Jahr 2013 kontaktierte Rabia Chaudry, eine Anwältin und Kindheitsfreundin Syeds, die immer von dessen Unschuld überzeugt war, die Journalistin Sarah Koenig mit der Bitte, sich den Fall Syeds und die von ihr zusammengetragenen mutmaßlichen Ungereimtheiten bei seiner Verurteilung anzusehen. Koenig arbeitete zu diesem Zeitpunkt als Produzentin für die Radiosendung This American Life des staatlichen Radiosenders WBEZ Chicago und hatte zuvor in den Jahren 2000 und 2001 für die Zeitung Baltimore Sun über Vorwürfe gegen Syeds ehemalige Anwältin Cristina Gutierrez berichtet, die auch von zahlreichen weiteren Klienten eines Fehlverhaltens beschuldigt worden war.
Koenig willigte ein und fing an, den von Chaudry zusammengetragenen Vorwürfen nach zu gehen. In Befragungen von Zeugen des Prozesses, Personen aus Syeds und Lees Umfeld sowie bei der Sichtung der Prozessakten gewann Koenig den Eindruck, dass viele der von Chaudry vorgebrachten Einwände berechtigt sein könnten. Aufgrund der interessanten Fallkonstellation, in der es um Liebe, Eifersucht, Rassismusvorwürfe und die Möglichkeit einer falschen Verurteilung ging, konnte sie ihre Vorgesetzten überzeugen, der Produktion einer mehrteiligen True-Crime-Podcastreihe zuzustimmen.
Im Rahmen ihrer Recherchen stieß sie auf zahlreiche neue Indizien, Vorwürfe eines potenziellen Fehlverhaltens der beteiligten Ermittler und verschiedene Ungereimtheiten bei der Beweisführung der Anklage, die vor allem von Syeds wachsendem Unterstützerkreis als Hinweis auf einen Justizirrtum angesehen wurden. Die Erstausstrahlung der insgesamt zwölf Episoden des Podcasts fand zwischen Oktober und Dezember 2014 statt.

### Vorwurf der Vorverurteilung aus religiösen und kulturellen Gründen
Koenig zitiert aus Tonbandaufzeichnungen der Voranhörungen zur Frage, ob Syed auf Kaution entlassen werden könne, in denen die dem Fall ursprünglich zugeteilte Staatsanwältin Vickie Wash behauptete, es gebe mehrere Fälle, in denen „pakistanische Männer“ Morde in den Vereinigten Staaten begangen hätten und dann nach Pakistan geflüchtet seien, ohne jedoch weitere Details zu diesen Fällen zu nennen. Auf Aufforderung der Verteidigung konnte die Staatsanwaltschaft jedoch keine Belege für die angeblichen Fluchtfälle nennen, zog diese Aussage zurück und entschuldigte sich beim Gericht für die falschen Angaben. Wash wurde kurze Zeit später vom Fall abgezogen. Koenig kritisierte jedoch vor allem den Vergleich Syeds mit „pakistanischen Männern“. Syed sei kein Pakistaner, sondern US-Amerikaner pakistanischer Abstammung.
Serial ging außerdem Vorwürfen von Syeds Eltern nach, die behaupteten, ihr Sohn sei wegen seiner pakistanischen Wurzeln und muslimischen Herkunft zum Hauptverdächtigen der Ermittler geworden. Bei ihren Nachforschungen stieß Koenig hierbei auf einen Bericht einer Beratungsfirma für kulturelle Fragen in der Strafverfolgung, den die Chefermittler William Ritz und Gregory MacGillivary im Mordfall Lee angefordert hatten. In dem Bericht wird unter der Überschrift „Ein Überblick über die muslimische Denkweise und Kultur in Pakistan“ (An overview of Pakistani muslim thought and culture) das pakistanische Rechts- und Gesellschaftssystem sehr negativ dargestellt: Sex außerhalb der Ehe werde mit Peitschenhieben bestraft. Alle drei Stunden werde eine Frau in Pakistan vergewaltigt, und führe eine solche Vergewaltigung zu einer Schwangerschaft, gelte dies als Zustimmung der Frau und der Geschlechtsverkehr als einvernehmlich. Verhütungsmethoden gälten als westliche Verschwörung zur „Entmannung des Islam“, und weibliche Neugeborene würden „häufig in Mülleimer und Straßengräben geworfen“. Eine sexuelle Beziehung eines pakistanischen Manns zu einer asiatischen Frau werde nicht toleriert, „es sei denn, die Frau ist eine Sklavin oder Prostituierte“. Der Islam wird als radikal und rückständig dargestellt. Ehebruch sei im Islam das schlimmste Verbrechen und werde mit dem Tod durch Steinigung bestraft. Muslimische Frauen hätten sich den Männern unterzuordnen. Die Ehre eines muslimischen Mannes hänge vom Verhalten der Frauen seiner Familie ab. Brüder dürften ihre eigenen Schwestern töten, wenn diese verdächtigt würden, moralische Verfehlungen begangen zu haben.

„Contraception is viewed by traditional religious leaders as being a Western conspiracy to emasculate Islam. Baby girls are abandoned at birth, frequently put in trashcans and gutters. Fornication is punished with a maximum of one hundred lashes administered in a public place. When a rape results in a pregnancy, it is taken as an admission of consent. It would not be permissible in Pakistani society to have a sexual relationship with an Asian women [sic] unless she was a slave or a prostitute. Adultery is the most serious of crimes. If the guilty party is married, he or she will be sentenced to death by stoning, beheading or shooting. A man's honor lives in the actions of the women of his family. This is a society where brothers are permitted to kill their own sisters if the females are suspected of breaking any moral code.“

Obwohl die Autorin weder Syed noch dessen Familienangehörige vor der Erstellung ihrer Abhandlung interviewt hatte, schließt ihr Bericht mit einer persönlichen Einschätzung des Angeklagten ab. Im Abschnitt „Zusammenfassung betreffend Herrn Syed“ (Summary as related to Mr. Syed) schreibt die Autorin, dass Lee sich einen anderen Mann genommen hatte, habe Syed und seine Glaubensprinzipien entehrt. Für einen muslimischen Mann sei es erlaubt, eine Frau „vollständig zu vernichten“, um sie kontrollieren zu können. In seiner Kultur habe Syed kein Gesetz gebrochen, sondern seine Ehre verteidigt, und im islamischen Recht sei der Mord gebilligt gewesen. Derartige Vorfälle seien bei „ethnischen Pakistanern“ häufig, und in Pakistan sei dies kein Verbrechen, sondern wahrscheinlich eine Frage der Ehre.

„For [Lee] to have another man dishonored both Syed and his belief structure. It is acceptable for a Muslim man to control the actions of a woman by completely eliminating her. Within this harsh culture, he has not violated any code, he has defended his honor. Under Islamic Law her murder was sanctioned. For many "ethnic" Pakistanis incidents like this are commonplace and in Pakistan this would not have been a crime but probably a question of honor.“

Koenig und zahlreiche andere Berichterstatter zeigten sich von der Existenz eines solchen Berichts in einem Strafverfahren schockiert. Die Aussagen zum Islam und zum pakistanischen Rechts- und Gesellschaftssystem seien nicht nur tendenziös, diskriminierend und teilweise nachweislich falsch, viel wichtiger sei, dass nichts darauf hindeute, dass Syed derartige Ansichten geteilt habe. Syed sei in Baltimore wie ein normaler US-amerikanischer Teenager aufgewachsen. Er habe Marihuana geraucht, sei regelmäßig auf Partys gegangen und habe sich mit Mädchen getroffen. Zwar sei der Bericht und der darin durchscheinende Rassismus sicher nicht der entscheidende Grund gewesen, Syed zu beschuldigen, jedoch habe seine Abstammung für die Zuschreibung eines möglichen Motivs für die Ermittler und Staatsanwälte eine Rolle gespielt.

### Erkrankung der Hauptverteidigerin

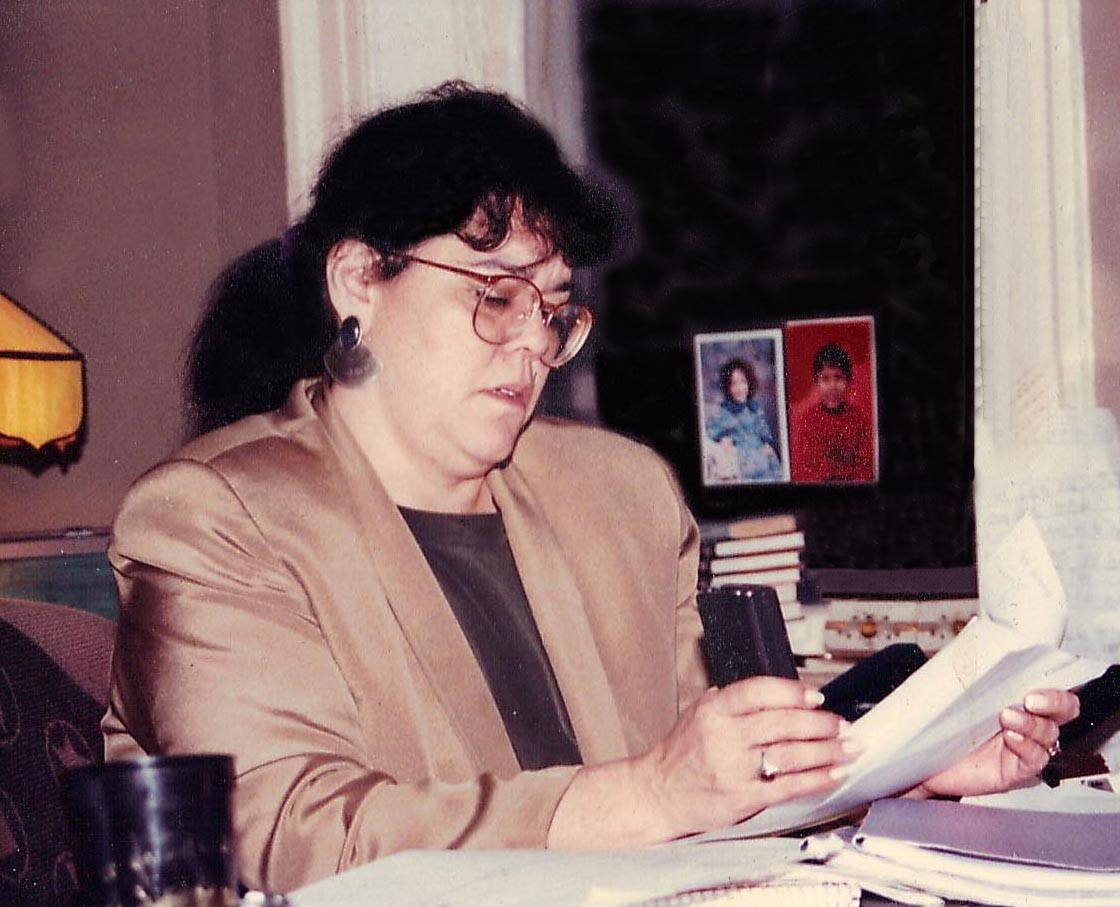
Cristina Gutierrez

Syed wurde in beiden Strafverfahren von der Juristin Cristina Gutierrez vertreten, einer Strafverteidigerin aus Baltimore mit hohem Bekanntheitsgrad und tadelloser Reputation. Gutierrez hatte in mehreren Aufsehen erregenden Verfahren Freisprüche für ihre Mandanten erzielt. Die Staatsanwaltschaft versuchte, die Teilnahme von Gutierrez am Prozess gegen Syed zunächst mit dem Einwand zu verhindern, es bestünden Interessenskonflikte, da Gutierrez auch Syeds Freund Bilal Ahmed in einer anderen Angelegenheit vertrete. Dieser Einwand wurde jedoch dadurch entkräftet, dass Syed und Ahmed der Benennung von Gutierrez als Syeds Verteidigerin zustimmten und auf alle möglichen Regressansprüche wegen möglicher Interessenskonflikte verzichteten. Das Honorar für Gutierrez und die von ihr beauftragten Fachangestellten und Privatdetektive war in großen Teilen durch Spenden aus der Islamischen Gemeinde von Baltimore finanziert worden.
Erst nach Syeds Verurteilung wurde bekannt, dass Gutierrez an Multipler Sklerose erkrankt war und beginnend im Jahr 1999 mit erheblichen Gesundheitsproblemen zu kämpfen hatte. Den hohen Anforderungen an die Tätigkeit einer Strafverteidigerin war sie bald nicht mehr gewachsen und begann, Klientenanfragen zu ignorieren und Termine zu versäumen. Einige Mandanten warfen ihr vor, bei ihrer Verteidigung eklatante Fehler begangen zu haben. Nach zahlreichen Beschwerden wurde Gutierrez nur ein Jahr nach Syeds Prozess im Frühjahr 2001 mit eigener Zustimmung die Anwaltszulassung entzogen. Im Jahr 2003 hatte sich ihr körperlicher und geistiger Zustand den Angaben ihres Sohnes zufolge so weit verschlechtert, dass sie ihn nicht mehr erkannte und zur Fortbewegung einen Rollstuhl nutzen musste. Sie erlag ihrer Krankheit im Jahr 2004 im Alter von 52 Jahren.
Koenig ging in Serial der Frage nach, inwieweit Gutierrez in ihrer damaligen Verfassung noch zu einer effektiven Verteidigung Syeds fähig war. Vonseiten der Unterstützer Syeds wurde der Vorwurf erhoben, Gutierrez habe wichtige Zeugenaussagen nicht beachtet, Dokumente nicht ausreichend geprüft und sich im Prozess auffällig ungeschickt verhalten. So habe sie im Beisein der Jury Zeugen angeschrien, den Zeugen Jay Wilds ohne Beweise der Untreue gegenüber seiner Freundin Stephanie verdächtigt (beide waren afroamerikanischer Abstammung, wie auch sieben von zwölf Geschworenen), penetrant von Einspruchsrechten Gebrauch gemacht und Zeugen in ermüdende, irrelevante Dialoge verwickelt. Die Staatsanwaltschaft warf Gutierrez vor, den leitenden Staatsanwalt Kevin Urick während einer Unterredung mit dem vorsitzenden Richter mit einem vulgären Kraftausdruck beleidigt zu haben, was folgenlos blieb, da der Richter angab, den Vorfall nicht gehört zu haben. Ihre Prozessführung und ihre Vorträge wirkten teilweise sprunghaft und zusammenhanglos. Zahlreiche Lücken im Prozessprotokoll ihres Schlussplädoyers deuten darauf hin, dass auch der Gerichtsstenograf zeitweise Schwierigkeiten hatte, ihren Ausführungen zu folgen.

### Entlastende Indizien
Koenig deckte zahlreiche Ungereimtheiten in Zeugenaussagen und Schwächen in der Beweisführung der Anklage auf und stieß bei ihren Recherchen auf zusätzliche Indizien, die auf eine Unschuld Syeds oder zumindest auf wesentliche Zweifel an seiner Schuld hindeuten. Außerdem widmete sich Koenig der Frage, ob außer Syed nicht doch ein anderer Täter in Frage kommen könnte.
Zweifel am Todeszeitpunkt
Gemäß den Ausführungen der Staatsanwaltschaft wurde Lee um ca. 14:35 Uhr auf dem Parkplatz des Best-Buy-Kaufhauses in Woodlawn ermordet, nachdem sie gemeinsam mit Syed nach Schulende um 14:15 Uhr in Lees Auto von der Woodlawn Highschool aufgebrochen waren. Syed gab in einem Gespräch mit Koenig zu bedenken, dass man nach Schulende von der Highschool nicht einfach losfahren könne, da es mehrere Minuten dauere, bis die Schulbusse, die Vorrang hätten, abgefahren seien und normale Pkw den Parkplatz verlassen könnten. Der Weg von der Highschool zum Auto, die Fahrt zum Best-Buy-Kaufhaus und das Ermorden einer Person auf dem dortigen Parkplatz sei in nur 20 Minuten nicht zu schaffen. Koenig versuchte, die Fahrt zusammen mit einer Mitarbeiterin nachzustellen. Zwar dauerte es tatsächlich eine längere Zeit, bis nach Abfahrt der Schulbusse die Ausfahrt des Parkplatzes frei war, jedoch brauchte Koenig tatsächlich etwa 20 Minuten für die Fahrt zum Kaufhaus. Der Zeitrahmen der Anklage sei zwar knapp, aber gerade noch zumindest theoretisch zu schaffen. Koenig zeigte sich jedoch skeptisch, dass der Mord sich tatsächlich gegen 14:35 Uhr auf dem Best-Buy-Parkplatz ereignet habe. Zum einen war der mutmaßliche Anruf Syeds von einer Telefonzelle bei Wilds um 14:36 Uhr, in dem dieser laut Wilds Aussage den Vollzug des Mordes meldete und Wilds aufforderte, ihn abzuholen, nur fünf Sekunden lang gewesen. Zum anderen hatte Wilds sowohl seine Aussage zum Mordzeitpunkt als auch zum Tatort mehrfach geändert. In allen Polizeiverhören vor dem Prozess hatte Wilds niemals ausgesagt, dass Syed ihm im Anruf von 14:36 Uhr von dem Mord an Lee berichtete, sondern hierfür andere, deutlich spätere Zeitpunkte genannt. Koenig ging daher davon aus, dass der Mord später hätte stattfinden müssen.
Potenzielles Alibi
Koenig sprach ausführlich mit Syeds Mitschülerin Asia McClain, die bereits im März 1999 Briefe an den inhaftierten Syed verfasst hatte, in denen sie sagte, sie sei sich sicher, ihn am 13. Januar gegen 14:20 Uhr bis 14:40 Uhr in der in unmittelbarer Nähe zum Schulcampus liegenden Stadtbibliothek von Woodlawn gesehen zu haben und sich bis zu 20 Minuten mit ihm unterhalten zu haben. Syed informierte seine Verteidigerin, die McClain jedoch nie kontaktierte. Auch über 15 Jahre später blieb McClain bei ihrer Aussage.
Eine Aussage McClains hätte zwar Syeds Unschuld nicht direkt bewiesen, denn der Mord hätte auch nach 14:40 Uhr noch stattfinden können, jedoch gab es Zeugenaussagen, dass Lee nach Schulende in Eile gewesen sei und den Schulcampus schnell in Richtung ihres Autos verlassen hätte. Wenn Syed um 14:40 Uhr noch in der Nähe des Schulcampus war, hätte die Staatsanwaltschaft einen neuen Tatort, einen neuen Tatzeitpunkt und eine neue Theorie gebraucht, wie Syed zu diesem Zeitpunkt in das Auto seiner bereits abgefahrenen Mitschülerin hätte kommen können. Um 15 Uhr am Tattag hätte Lee, die als äußerst zuverlässig galt, ihre Cousine vom Kindergarten abholen sollen, tauchte dort jedoch nie auf, was mit größter Wahrscheinlichkeit darauf hindeutet, dass Lee noch vor 15:00 Uhr getötet worden war oder sich zumindest bereits in der Gewalt des Mörders befunden hatte. Hätte Syed bis 14:40 Uhr ein glaubwürdiges Alibi, würde das Zeitfenster, in dem er den Mord noch hätte begehen können, erheblich zusammenschrumpfen, was die Argumentation der Staatsanwaltschaft deutlich erschwert hätte.
Fehlerhafte Funkzellenanalyse
Da die Aussagen des Hauptbelastungszeugen Wilds sich mehrfach und in teils fundamentalen Aspekten geändert hatten, brauchte die Staatsanwaltschaft weitere Indizien, um den Wahrheitsgehalt der wichtigsten Aussagen von Wilds zu bestätigen. Ein wichtiger Baustein hierfür waren die um 19:09 Uhr und 19:16 Uhr geführten eingehenden Anrufe auf Syeds Mobiltelefon, die in einer Funkzelle verortet wurden, die den Fundort der Leiche im Leakin Park abdeckt. Dies deckt sich mit der Aussage von Wilds, der behauptete, dass er die Leiche Lees gegen 19 Uhr gemeinsam mit Syed im Leakin Park begraben hatte. Syed, der zu diesem Zeitpunkt sein Mobiltelefon nach eigener Aussage wieder von Wilds zurückerhalten hatte, habe offensichtlich am Abend des 13. Januar zwei Telefongespräche im Leakin Park geführt, dem Ort, an dem wenige Wochen später die Leiche seiner Ex-Freundin entdeckt wurde.
In Serial deckte Sarah Koenig jedoch auf, dass der Mobilfunkanbieter AT&T mit den Ortungsdaten per Fax ein Deckblatt geschickt hatte, auf dem vermerkt ist, dass nur vom Mobiltelefon ausgehende Anrufe eine verlässliche Ortung zuließen. Eingehende Anrufe könnten nicht verlässlich geortet werden („Outgoing calls only are reliable for location status. Any incoming calls will NOT be considered reliable information for location“). Syeds Verteidigerin hatte das Deckblatt im Prozess nie erwähnt und den von der Staatsanwaltschaft geladenen Experten Abraham Waranowitz auch nicht dazu befragt. Beide fraglichen Telefongespräche waren eingehende Anrufe, also gemäß Mobilfunkanbieterangabe nicht für eine verlässliche Ortung geeignet. Handelt es sich also um eine ungenaue Ortung und war das Mobiltelefon tatsächlich in der Nähe eines anderen Funkturms, wären die Gespräche nicht aus dem Leakin Park heraus geführt worden, was die Aussage von Jay Wilds widerlegt statt bestätigt hätte.
Hypothesen zu einem anderen Täter
Wie Syeds Verteidigerin ging das Team von Serial zunächst der Hypothese nach, dass Lees neuer Freund Don Clinedinst, der Hauptbelastungszeuge Jay Wilds oder Alonzo Sellers, der den Leichenfund zuerst gemeldet hatte, die Tat begangen haben könnten. Sellers hatte die Leiche unter dubiosen Umständen gefunden. Er hatte ausgesagt, mitten in einem Waldstück im Leakin Park kurz vor Erreichen seiner Arbeitsstätte aus seinem Auto ausgestiegen zu sein, um auszutreten. Dafür sei er über 40 Meter in den Wald gelaufen und über Baumstämme und andere Hindernisse geklettert. Die Leiche hatte er entdeckt, obwohl diese hinter einem großen Baumstamm lag, fast vollständig von Laub und Erde bedeckt und für eine unwissende Person kaum zu sehen war. Ein Mitarbeiter der Vermessungsbehörde, der am Tag des Leichenfundes zum Fundort gerufen wurde, um verschiedene Vermessungsarbeiten durchzuführen, sagte aus, er habe die Leiche Lees trotz intensiver Suche nicht einmal dann gesehen, als er nur einen Schritt davor gestanden habe. Den Fundort habe er erst vermessen können, nachdem umstehende Polizisten ihn explizit auf kleinere Teile der Leiche hingewiesen hätten, die aus dem Boden herausgeragt hatten und erst bei angestrengtem näherem Hinsehen zu erkennen waren. Sellers hatte außerdem einen Lügendetektortest nicht bestanden, in dem er gefragt wurde, ob er eine Verbindung zur Getöteten hatte, ihren Tod verschuldet habe oder bereits vorher schon an der Fundstelle der Leiche gewesen sei, was er jeweils verneint hatte. Außerdem war Sellers aufgrund von exhibitionistischen Straftaten polizeibekannt. Am 7. Dezember 1998, etwa einen Monat vor Lees Verschwinden, hatte er sich um die Mittagszeit im Stadtgebiet von Baltimore vor das heranfahrende Auto einer Frau gestellt, diese so zum Anhalten gezwungen und sich dann vor dem Auto der Frau entblößt. Koenig verwarf jedoch die Hypothese einer Täterschaft von Sellers, da keinerlei Beweise auf ihn als Täter hindeuteten und ihm kein Motiv nachzuweisen war.
Am gleichen Manko scheiterte die Hypothese einer Täterschaft von Wilds und Clinedinst. Wilds habe aufgrund seiner Vergangenheit als Drogendealer und seiner offensichtlichen Verwicklung in den Mordfall zwar einen Anreiz, Syed der Tat zu beschuldigen, ein Mordmotiv suchte Koenig jedoch vergebens. Bezüglich einer möglichen Täterschaft Don Clinedinsts gebe es zwar Zeugenaussagen, dass Lee ihren Freund am Nachmittag ihres Verschwindens habe treffen wollen, Clinedinst habe jedoch durch Zeugenaussagen und Zeiterfassungskarten seines Arbeitgebers nachweisen können, dass er am fraglichen Nachmittag an seiner Arbeitsstätte in einer Filiale der Optikerkette LensCrafters war, die mehrere Kilometer von der Woodlawn Highschool entfernt liegt. Clinedinsts Alibi beruhe zwar in Teilen auf den Aussagen seiner Mutter, die bei LensCrafters Clinedinsts Vorgesetzte war, jedoch lägen keinerlei Hinweise darauf vor, dass die Zeiterfassungskarten manipuliert waren oder Clinedinst sich zum fraglichen Zeitpunkt an einem anderen Ort aufgehalten habe. Wie im Fall von Wilds suche man auch bei Clinedinst vergebens nach einem Motiv. Die Beziehung zu Lee habe gerade erst begonnen, und Lee sei zum Tatzeitpunkt Hals über Kopf in Clinedinst verliebt gewesen, was durch ihr Tagebuch, Einträge in sozialen Medien und Zeugenaussagen eindeutig belegt sei. Hinweise auf Streit habe es bis zuletzt nicht gegeben, was unter anderem dadurch belegt sei, dass in Lees Auto eine liebevoll verfasste handschriftliche Notiz an Clinedinst gefunden wurde, in der sie ihm versprach, ein „Interview“ mit ihr aufzuzeichnen, sodass er es sich ansehen könne, so oft er wolle. Am Vormittag ihres Verschwindens war Lee beim Sport von einem lokalen TV-Sender kurz interviewt worden, was als Beleg dafür aufgefasst wurde, dass die Notiz vom Tattag stammt und die Beziehung von Lee und Clinedinst bis zuletzt harmonisch war.
Koenig stieß in ihren Recherchen jedoch auf einen Mord in Baltimore an einer anderen jungen Frau koreanischer Abstammung namens Annelise Hyung Suk Lee, deren Leiche am 13. Dezember 1999, also elf Monate nach Hae Min Lees Verschwinden, gefunden worden war. Annelise Lee war in ihrem Apartment nahe der Owings Mills Mall, dem Arbeitsplatz von Hae Min Lee, stranguliert und die Leiche ebenfalls in einem Park abgelegt worden. DNA-Spuren im Fall von Annelise Lee wurden mehrere Jahre später dem Serientäter Ronald Lee Moore zugeordnet, dem zahlreiche Sexualverbrechen und andere Straftaten zur Last gelegt wurden. Moore hatte sich nach 2007 in der Haft das Leben genommen. Dass in Baltimore zwei junge Frauen koreanischer Abstammung innerhalb eines Jahres auf dieselbe Art und Weise getötet worden waren und die Leichen beide Male in einem Park abgelegt wurden, sei verdächtig. Koenig kooperierte in der Folge mit einer Anwältin des Innocence Projects, um zu erreichen, dass Gegenstände vom Tatort im Fall Syed, unter anderem ein nahe der Leiche gefundener Strick und eine Brandy-Flasche, auf DNA-Spuren von Moore getestet werden.

### Belastende Indizien
Neben potenziell entlastenden Indizien beschäftigte sich Serial auch ausführlich mit den Indizien und Beweisen, die auf eine Schuld Syeds hindeuten. Hierzu unterzog Koenig Syeds mögliches Motiv, die unklare Alibi-Frage, den konsistenten Kern der Aussagen des Hauptbelastungszeugen Jay Wilds sowie einen für Syed als stark belastend empfundenen Telefonanruf bei einem Mädchen namens Nisha am Nachmittag des 13. Januar einer genaueren Prüfung und stellte zu den Kernpunkten der Argumentation der Staatsanwaltschaft weitere Nachforschungen an.
Mögliches Motiv
Auch wenn Koenig der Darstellung des im Prozess von der Staatsanwaltschaft unterstellten Motivs keinen Glauben schenkte, wurde im Verlauf von Serial doch mehrfach betont, dass Syed durchaus ein potenzielles Motiv gehabt haben könnte. Syed sei zwar, anders als von der Staatsanwaltschaft dargestellt, nach der Trennung von Lee nicht perspektivlos und am Boden zerstört gewesen, vielmehr habe er Pläne für ein zukünftiges Universitätsstudium gefasst und sei im Begriff gewesen, eine neue Beziehung zu einem Mädchen namens Nisha aufzubauen. Aufgrund der erst kurz zurückliegenden Trennung und der zum Jahreswechsel nunmehr offensichtlich gewordenen Hinwendung des späteren Mordopfers zu Don Clinedinst sei ein Mord aus Eifersucht aber zumindest auch denkbar. Lee hatte verschiedenen Freunden und Bekannten, die auch Syed kannten, davon erzählt, wie sehr sie jetzt in Clinedinst verliebt sei, und zu dieser Zeit auch ihr öffentliches AOL-Profil im Internet aktualisiert und dort ihre Zuneigung zu Clinedinst öffentlich gemacht. Clinedinst gab in seiner Zeugenvernehmung an, in dieser Zeit zum ersten Mal mit Lee intim geworden zu sein. Koenig geht davon aus, dass Syed diese Vorgänge zum Tatzeitpunkt bekannt waren und er dadurch erkannt haben könnte, dass er Lee diesmal endgültig verloren hatte.
Erinnerungslücken Syeds
Koenig zeigte sich darüber verwundert, dass Syed für den 13. Januar neben seinem Vater und Asia McClain keine weiteren Alibizeugen vorweisen kann und selbst keine genaueren Angaben zu seinem Aufenthaltsort zu bestimmten Zeiten nach 14:15 Uhr machen konnte. Es habe sich schließlich um einen sehr besonderen Tag gehandelt. Da seine Ex-Freundin an besagtem Tag spurlos verschwunden sei und Syed diesbezüglich am Abend von der Polizei kontaktiert wurde, sollte eigentlich ein besseres Erinnerungsvermögen an die Vorkommnisse des Tages zu erwarten sein. Syed habe zudem erwarten können, als Ex-Freund ins Fadenkreuz der Ermittler zu geraten, und hätte daher seinen Tagesablauf eigentlich besonders aufmerksam dokumentieren sollen. Koenig vergleicht Syeds Erinnerungslücken mit dem methodischen Vorgehen von Lees damaligem Freund Don Clinedinst, der umgehend Alibizeugen und Zeiterfassungskarten seines Arbeitgebers vorlegen und so seine Unschuld habe beweisen können. Am Tag nach Lees Verschwinden wurde Baltimore zudem von einem außergewöhnlich starken Schneesturm heimgesucht, der zu Stromausfällen in Teilen Baltimores führte und aufgrund dessen die Schule an den nächsten zwei Tagen ausfiel. Koenigs Ausführungen zufolge war der 13. Januar also nicht nur der Tag des Verschwindens von Syeds Ex-Freundin, sondern auch „der Tag vor dem Schneesturm“ und hätte daher eigentlich auch deswegen in besonderer Erinnerung geblieben sein sollen.
Nisha-Telefonanruf
Im Podcast Serial wurde in Bezug auf belastende Beweise gegen Syed mehrfach auf den sogenannten Nisha-Telefonanruf verwiesen. Am 13. Januar um 15:32 Uhr wurde von Syeds Mobiltelefon ein Mädchen namens Nisha in Silver Spring, Maryland, angerufen. Der Anruf dauerte 2:22 Minuten und wurde vom Mobilfunkanbieter abgerechnet. Syed behauptet, dass Wilds zu diesem Zeitpunkt im Besitz seines Mobiltelefons war und er zu dieser Zeit auf dem Schulcampus oder bereits beim Leichtathletiktraining gewesen sei. Wilds kannte Nisha aber nicht. Alle anderen Telefongespräche im fraglichen Zeitraum, deren Gesprächspartner ermittelt werden konnten, waren mit Personen, die Wilds kannte. Koenig ging der Frage nach, ob es sein könne, dass Wilds an jenem Nachmittag eine Person, die er gar nicht kennt, von einem geliehenen, fremden Mobiltelefon anrief.
Eine Möglichkeit sei Koenig zufolge ein versehentlicher Anruf („butt dial“). So könne das Handy in der Hosentasche versehentlich eine Nummer gewählt haben, z. B. über eine Schnellruftaste. Oder Wilds könnte sich vertippt haben und dadurch versehentlich eine gespeicherte Nummer oder eine Nummer aus der Liste der letzten Anrufe gewählt haben. Syeds Telefondaten zeigten, dass er Nisha am Vortag dreimal angerufen hatte, ihre Nummer also wahrscheinlich gespeichert oder zumindest in der Liste früherer Anrufe vorhanden war. Außerdem besaß Jay Wilds selbst kein Mobiltelefon und nutzte das Mobiltelefon Syeds an diesem Tag zum ersten Mal, was die Wahrscheinlichkeit eines versehentlichen Anrufs erhöhte. Da Syed das Telefon erst seit einem Tag nutzte, war zu diesem Zeitpunkt nicht von einer großen Zahl gespeicherter Nummern auszugehen. Eine versehentlich gewählte gespeicherte Rufnummer hätte also durchaus zufällig Nishas Nummer sein können.
Nishas Aussage zufolge erinnerte sie sich jedoch an den Anruf. Syed habe sie angerufen und an einen Freund namens „Jay“ weitergereicht, um Hallo zu sagen. Koenig zufolge stimmen verschiedene Details mit ihrer Aussage jedoch nicht überein, sodass möglich erscheint, dass Nisha sich an einen Anruf an einem anderen Tag erinnerte, was aus Koenigs Sicht die Frage aufrief, wer an jenem Tag über zwei Minuten mit Nisha gesprochen hatte. Der Anruf wurde vom Mobilfunkbetreiber abgerechnet, müsste also eigentlich abgenommen worden sein. Einen Anrufbeantworter hatte Nisha nach eigener Aussage nicht. Letztlich konnte Koenig Mobilfunkverträge aus dem Jahr 1999 von Syeds Mobilfunkanbieter AT&T ausfindig machen, in denen im Kleingedruckten steht, dass auch nicht abgenommene Anrufe nach spätestens 60 Sekunden abgerechnet werden. Der Nisha-Anruf übersteigt diesen Zeitraum deutlich. Es sei daher denkbar, dass Wilds Nishas Nummer versehentlich gewählt habe, ohne es zu merken, und der Anruf nicht abgenommen, aber trotzdem vom Anbieter abgerechnet wurde.
Konsistente Aussagen von Jay Wilds
Koenig betonte in Serial ausdrücklich, dass die Zeugenaussagen von Jay Wilds nicht einfach als Lügen abgetan werden könnten. Obwohl Wilds seine Aussagen in wesentlichen Punkten immer wieder geändert hatte, so blieben die Kernpunkte im Wesentlichen gleich: Syed habe Lee getötet, ihm die Leiche gezeigt, und sie hätten die Leiche am Abend gemeinsam im Leakin Park begraben. Jays Freundin Jennifer Pusateri, die kein Motiv hatte zu lügen und deren Aussagen im Vergleich zu Wilds weitgehend konsistent blieben, bestätigte Wilds' Aussagen insofern, als dass Wilds ihr diese Aussagen bereits am Abend des Tages von Lees Verschwinden mitgeteilt habe, nachdem er kurz zuvor aus Syeds Auto ausgestiegen sei. Pusateri bestätigt also, dass Wilds an dem Abend mit Syed zusammen war und bereits zu einem so frühen Zeitpunkt wesentliche Insiderkenntnisse zur Tat besessen habe. Schließlich habe Wilds die Ermittler zu Lees Auto geführt. Hierfür gebe es keine schlüssige andere Erklärung, als dass Wilds den Täter kennt.

### Fazit
Zum Ende des Podcasts fasst Koenig die gewonnenen Erkenntnisse zusammen und kommt zu dem Schluss, dass weder die Schuld noch die Unschuld Syeds bewiesen werden kann. Vieles deute auf Syed als Täter hin, aber die Schwächen der Argumentation der Anklage seien zu deutlich, um Syed zu verurteilen. Es blieben wesentliche Zweifel an seiner Schuld, und wäre sie Teil einer Jury und müsste über den Fall entscheiden, würde sie für „nicht schuldig“ stimmen.

## Weitere Entwicklungen
Die Veröffentlichung von Serial erzeugte ein enormes Öffentlichkeits- und Medieninteresse. Die Podcast-Reihe gewann zahlreiche Preise und avancierte zeitweise zum meistgehörten Podcast weltweit. Seit seiner Veröffentlichung im Jahr 2014 wurde der Podcast über 300 Millionen Mal abgerufen. Der große Erfolg von Serial und das hohe Öffentlichkeitsinteresse, das durch den Podcast entstand, führte zu vielen weiteren Nachforschungen von Journalisten, Medienorganisationen und Privatpersonen. Insbesondere Syeds Unterstützerkreis um die Rechtsanwältin Rabia Chaudry unternahm große Anstrengungen, weitere mutmaßliche Unzulänglichkeiten in der Beweisführung der Anklage in dem Fall aufzudecken.
Jay Wilds meldete sich per Interview mit einer Online-Zeitung zum Fall zu Wort. Hierin änderte er erneut seine Aussage in einem wesentlichen Punkt und behauptete nun, Lee sei „eher gegen Mitternacht“ (closer to midnight) und nicht wie im Prozess von der Staatsanwaltschaft aufgrund seiner Zeugenaussage behauptet gegen etwa 19:15 Uhr im Leakin Park begraben worden. Die Leiche Lees im Kofferraum habe Syed ihm auf der Straße vor dem Haus seiner Großmutter gezeigt, auch dies in Widerspruch zu seinen früheren Aussagen. Außerdem gab er abweichend von seiner Aussage im Zeugenstand an, dass Syed ihm nicht wie von der Staatsanwaltschaft behauptet bereits vor der Tat von seinem Mordplan erzählt habe, und sagte, wenn neue Erkenntnisse zu Syeds Unschuld führten, habe dies nichts mit ihm zu tun (Anything that’s going to make him innocent doesn’t involve me), was von Unterstützern der Unschuldshypothese als Eingeständnis von Wilds aufgefasst wurde, dass Syed tatsächlich unschuldig sein könnte und dessen Aussage im Prozess zu Syeds Täterschaft die Unwahrheit war. Serial und Nachforschungen anderer Medien hatten zudem Belege dafür gefunden, dass Wilds gegenüber Freunden und Bekannten noch weitere Versionen seiner Geschichte erzählt hatte. Sein Freund Chris sagte, Wilds habe ihm gesagt, der Tatort sei der Parkplatz vor der Bibliothek von Woodlawn gewesen, und Syed habe ihm die Leiche vor einer Billardhalle gezeigt. Einer anderen Person sagte er, er habe die Leiche bei einer Tankstelle gesehen.
Damit hatte Wilds in seinen Vernehmungen und gegenüber Zeugen zur Frage, wo Syed ihm Lees Leiche im Kofferraum ihres Autos gezeigt habe, insgesamt sechs verschiedene Orte genannt, seine Aussage zum Ort und Zeitpunkt, an dem sich der Mord ereignet haben soll, mehrfach geändert und gegenüber seiner Aussage im Zeugenstand den Zeitpunkt, an dem die Leiche im Leakin Park begraben worden sei, vom frühen Abend um mehrere Stunden auf „eher gegen Mitternacht“ zurück verlegt. Syeds wachsender Unterstützerkreis wertete diese sowie zahlreiche weitere im Lauf der Zeit aufgedeckte Inkonsistenzen in Wilds' Aussagen als Indiz dafür, dass Wilds im Prozess nicht wahrheitsgemäß ausgesagt habe, da ein glaubwürdiger Zeuge seine Aussage über so zentrale und gut zu erinnernde Aspekte des Verbrechens nicht in so eklatanter Weise ändern würde.
Weitere Recherchen Rabia Chaudrys

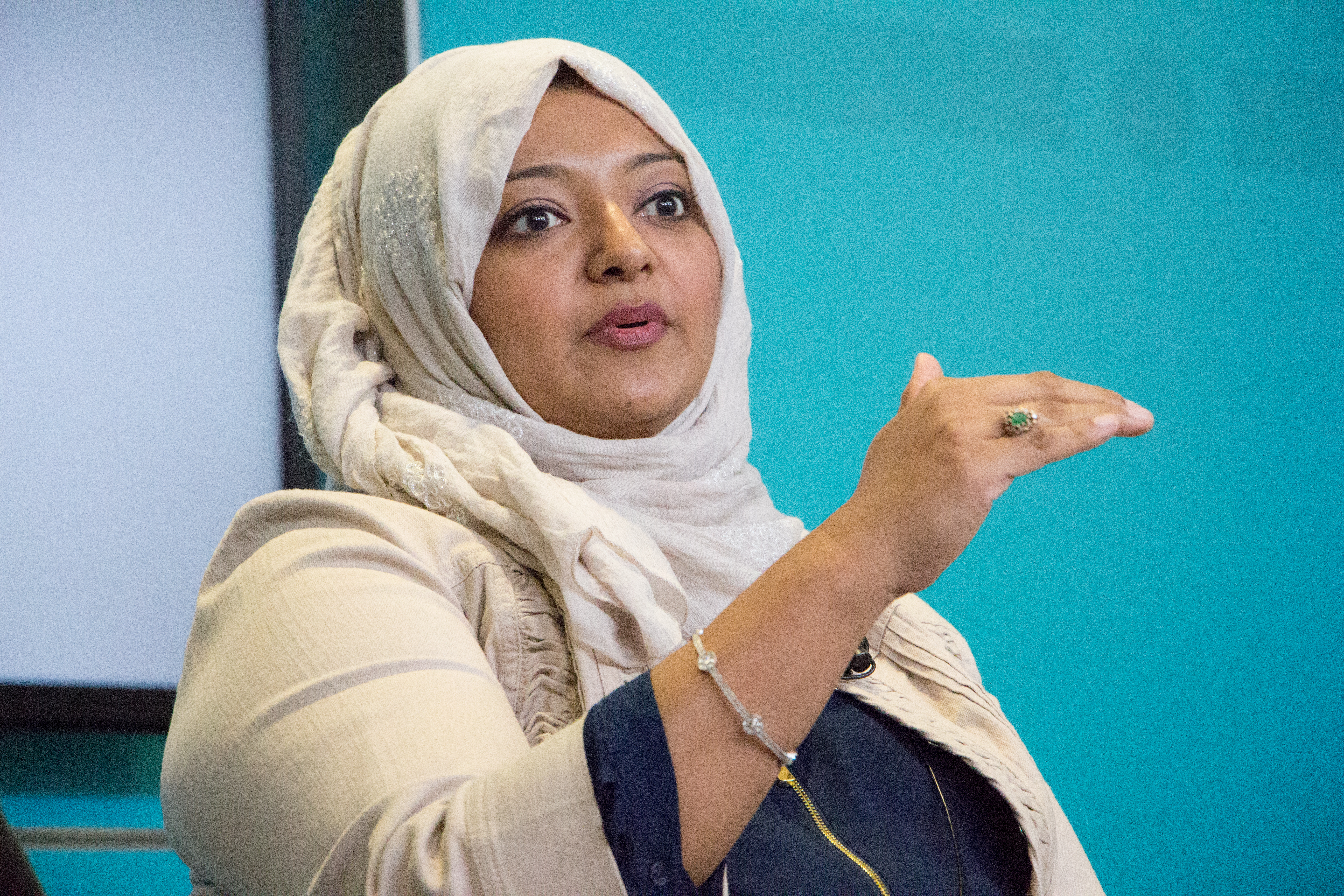
Rabia Chaudry

Nach dem großen Erfolg von Serial starteten Rabia Chaudry und weitere Unterstützer um den Rechtsprofessor Colin Miller mit Undisclosed eine eigene Podcast-Reihe mit dem ausdrücklichen Ziel, Syeds Unschuld zu beweisen, wobei in späteren Staffeln auch zahlreiche andere potenzielle Justizirrtümer behandelt wurden. Undisclosed erreichte zwar nicht die Reichweite von Serial, wurde jedoch in Kommentaren und der Medienberichterstattung um den Mordfall vielfach beachtet und zitiert. Später produzierte Chaudry gemeinsam mit der Regisseurin Amy Berg die vierteilige Fernsehdokumentation The Case against Adnan Syed, in der sie die Ergebnisse ihrer Recherchen vorstellt. Die Dokumentation wurde im März 2019 vom Fernsehsender HBO ausgestrahlt. Außerdem präsentierte Chaudry ihre Ergebnisse in Interviews und Auftritten in zahlreichen Fernsehshows, Nachrichtenmagazinen, Podcasts und Zeitungsbeiträgen.
Undisclosed beschäftigte sich intensiv mit Vorwürfen des Fehlverhaltens gegen die damaligen Ermittler. Gemäß den Recherchen von Chaudry war der Polizeikommissar William Ritz, einer der Hauptermittler im Fall Syeds, in leitender Rolle an insgesamt vier Verurteilungen in Mordfällen beteiligt, in denen die Unschuld des Verurteilten später bewiesen wurde oder der Prozess gegen den Angeklagten aufgrund von Verfahrensfehlern neu aufgerollt werden musste. In mindestens einem Fall hatte Ritz entlastendes Beweismaterial zurückgehalten, namentlich ein Vernehmungsprotokoll, in dem ein anderer Mann den Mord gestanden hatte. In einem anderen Fall hatte er es nach eigenem Bekunden absichtlich unterlassen, den Angeklagten auf dessen Recht zu schweigen (Miranda Warning) hinzuweisen. Den Hinterbliebenen eines der Verurteilten, der im Jahr 2016 wegen erwiesener Unschuld nach 17 Jahren aus der Haft entlassen und im folgenden Jahr verstorben war, wurde nach einer Klage gegen die Polizeidirektion von Baltimore Schadenersatz in Höhe von acht Millionen US-Dollar zugesprochen. Zu den Vorwürfen gehörte, dass Ritz einen Augenzeugen der Tat dazu gedrängt habe, den Beschuldigten in einer Gegenüberstellung als Täter zu identifizieren, obwohl dieser Zeuge zunächst angegeben hatte, Aussehen und Kleidung des Täters stimmten nicht mit der des Beschuldigten überein.
Die Vorwürfe von Fehlverhalten der Ermittler in anderen Fällen in Verbindung mit der Tatsache, dass die Staatsanwaltschaft Wilds' Anwältin bezahlte und er im Gegenzug für sein Schuldbekenntnis eine ungewöhnlich milde Strafe erhielt, führten Chaudry zu der Vermutung, die Ermittler hätten Wilds unter Druck gesetzt, seine Zeugenaussage beeinflusst und ihn letztendlich dazu gebracht, Syed mit dem Mordvorwurf zu belasten. Hierzu zitiert Chaudry aus den Vernehmungsprotokollen und Tonband- und Videoaufzeichnungen von Wilds' Aussagen, die ihrer Ansicht nach auf Manipulationen von Wilds' Aussagen durch die Ermittler hindeuten (witness coaching). In einem Fall berichtet Wilds den Ermittlern beispielsweise, wie er in Syeds Auto gefolgt von Syed in Lees Auto durch die Stadt fährt und dann angibt, er habe Syed gebeten, ihn jetzt nach Hause zu fahren, woraufhin Syed entgegnet habe, er müsse sich zunächst noch einiger Dinge entledigen. Der Vernehmungsleiter MacGillivary gibt Wilds daraufhin merklich entnervt zu verstehen, dass dies nicht sein kann, da sich Wilds und Syed gemäß seiner eigenen Aussage gerade in zwei verschiedenen Autos befinden, woraufhin sich Wilds entschuldigt und seine Aussage zunächst korrigiert, denselben Fehler aber nur wenige Momente später erneut begeht:

„MACGILLIVARY: What do you do then?
WILDS: We drive to Westview. I told him take me home. And on the way going home we pass by Westview, and he says, “I better get rid of this stuff.”
MACGILLIVARY: You’ve got two cars.
WILDS: Oh, I’m sorry. I apologize. Um, I’m missing...
MACGIILVARY: It's okay.
WILDS: ...top spots. Yes, I’m sorry. We leave. We still do have two cars. He motions for me to follow him. I follow him. We’re driving around all in the city. I ask him where in the hell are we going, and, um… He says, “Where’s a good strip at? I need a strip”.“

In diesem Zusammenhang wies Chaudry darauf hin, dass in Sarah Koenigs Serial Podcast auch Lees damaliger Freund Don Clinedinst die Staatsanwaltschaft für den Versuch einer Beeinflussung seiner Zeugenaussage kritisiert hatte. Clinedinst gab an, der leitende Staatsanwalt Urick habe ihn nach seiner Zeugenaussage im Prozess gegen Syed in einen Nebenraum gezerrt und sich dort lautstark darüber beschwert, dass Clinedinst den Angeklagten bei der Schilderung eines Zusammentreffens mit ihm und Lee nicht als angsteinflößend und einschüchternd dargestellt habe. Dies habe aber nicht der Wahrheit entsprochen. Er habe Syed als höflich und umgänglich erlebt und mit ihm eine angenehme Unterhaltung geführt. Urick sei bei dem Vorfall äußerst wütend gewesen und habe ihn buchstäblich angeschrien. Urick selbst sagte Sarah Koenig auf Anfrage, er wolle hierzu keine Angaben machen.
Undisclosed und The Case Against Adnan Syed widmeten sich außerdem der Tatsache, dass Jay Wilds die Polizei zum Abstellort von Lees Auto geführt hatte, was gemeinhin als äußerst belastend für Syed interpretiert wird und als starkes Indiz dafür gewertet wird, dass Wilds den Mörder Lees tatsächlich kennt. Chaudry bringt verschiedene Theorien vor, wie diese Tatsache mit Syeds Unschuld vereinbar sein könnte. So könnte Wilds Lees Auto durch Zufall gefunden haben, da er sich teilweise in der Gegend um den Abstellort aufgehalten hatte, unter anderem, um mit Drogen zu handeln. Diesen Zufallsfund könnte er später der Polizei präsentiert haben, um Syed den Mord anzuhängen oder von seiner eigenen Schuld abzulenken. Der Fund des Autos könnte laut Chaudry auch auf eine Polizeiverschwörung gegen Syed zurückgehen. Dieser Theorie zufolge hätte die Polizei den Standort des Autos bereits durch eigene Nachforschungen entdeckt, jedoch zunächst unter Verschluss gehalten. Als Jay Wilds dann als möglicher Belastungszeuge identifiziert wurde, habe man Wilds unter Druck gesetzt, damit dieser behauptet, den Aufenthaltsort des Autos zu kennen, um eine Verurteilung von Syed zu ermöglichen, auf dessen Schuld sich die Ermittler bereits früh festgelegt hätten. Als mögliches Indiz für diese Theorie führt Chaudry an, dass das Kennzeichen von Lees Auto mehrere Tage. bevor Wilds die Polizei zum Auto führte, von Streifenpolizisten in einem Datenabgleich überprüft worden war. Dies könne ein Hinweis darauf sein, dass das Auto bereits zuvor gefunden worden war und zur Bestätigung des Funds ein Datenbankabgleich des Kennzeichens erfolgt sei. Eine dritte Theorie Chaudrys besagt, dass Wilds selbst der Täter sei oder einem anderen Täter bei der Tat geholfen haben könnte und den Standort des Autos deshalb gekannt habe.
Chaudry analysierte außerdem die Totenflecke (Engl.: Lividity) der Verstorbenen, ein forensischer Aspekt, der im Prozess wie auch in Serial kaum eine Rolle spielte. Als Totenflecke bezeichnen Gerichtsmediziner eine Rotfärbung der Körperteile, die sich nach dem Todeszeitpunkt in den nächsten Stunden am nächsten zum Erdboden befinden. Totenflecke entstehen dadurch, dass die Blutzirkulation nach dem Tod zum Erliegen kommt und das Blut durch die Schwerkraft in die unteren Körperregionen fließt. Der Autopsiebericht Lees erwähnt deutlich erkennbare Totenflecke auf der Vorderseite ihres Körpers, die nur an Druckstellen nicht zu sehen seien. Dies deute darauf hin, dass Lee nach dem Todeszeitpunkt für acht bis zwölf Stunden mit dem Gesicht nach unten auf dem Bauch gelegen haben müsse. Am Auffindeort in Leakin Park war sie jedoch auf der Seite liegend begraben worden, eine Position, die nicht vollständig zu den festgestellten Totenflecken passe. Außerdem fanden sich im Schulterbereich der Leiche mehrere eindeutig erkennbare dreieckige Abdrücke, die darauf hindeuten, dass Lee mehrere Stunden mit dem Schulterbereich auf harten, dreieckigen Gegenständen oder einer dementsprechend geformten Oberfläche aufgelegen haben musste. Keine Auflagefläche im Kofferraum von Lees Auto oder am Fundort der Leiche und kein im Auto Lees, in Syeds Auto und Wohnhaus oder am Fundort der Leiche sichergestellter Gegenstand passt zu dem dreieckigen Abdruckmuster. In der Theorie der Staatsanwaltschaft liegen zwischen Todeszeitpunkt um ca. 14:30 Uhr und dem Begraben der Leiche im Leakin Park um ca. 19:15 Uhr weniger als fünf Stunden. Außerdem ging die Staatsanwaltschaft davon aus, dass die Leiche während dieser Zeit ständig im Kofferraum von Lees Auto gelegen habe. Chaudry schlussfolgerte aus dem Muster der Totenflecke und den unerklärlichen Abdrücken im Schulterbereich, dass zwischen Todeszeitpunkt und Begräbnis mindestens acht Stunden liegen müssten und Lees Leiche zunächst nicht im Kofferraum von Lees Auto, sondern an einem unbekannten anderen Ort gelegen haben musste. Anders seien die Totenflecke und die auffälligen Abdruckmuster im Schulterbereich nicht zu erklären. Ein Zeitraum von etwa acht Stunden zwischen Ermordung und Begräbnis passt jedoch zu der von Jay Wilds in einem späteren Interview gemachten Aussage, wonach die Leiche „eher gegen Mitternacht“ und nicht wie von der Staatsanwaltschaft behauptet gegen 19 Uhr begraben wurde. Dies würde jedoch die gesamte Argumentation der Staatsanwaltschaft untergraben, denn wenn das Begräbnis gegen Mitternacht stattgefunden hätte, wären zahlreiche Aussagen von Jay Wilds als Falschaussagen unter Eid zu werten. Auch die von zahlreichen Kommentatoren als für Syed äußerst belastendend empfundene Aussage Jennifer Pusateris, dernach Wilds ihr am Tattag bereits gegen 20:30 Uhr gesagt habe, Syed habe Lee erwürgt und die Leiche bereits begraben, wäre unglaubwürdig, wenn das Begräbnis erst gegen Mitternacht stattgefunden hätte. Pusateri hatte zudem angegeben, Wilds kurz danach noch zu einer Mülltonne in der Nähe der Westview Mall gefahren zu haben, da dieser dort die Schaufeln, mit denen das Mordopfer angeblich begraben worden war, entsorgt habe. Wilds sei ausgestiegen, habe gesagt, er müsse seine Fingerabdrücke von den Schaufeln wischen, und kurze Zeit später wieder zurückgekehrt. Auch diese Aussage ergäbe bei einem späteren Begräbnis keinen Sinn. Außerdem wäre Syeds Anwesenheit in der Nähe des Leakin Park zum Zeitpunkt des Begräbnisses nicht durch Telefondaten zu belegen. Nach 20:05 Uhr wurden alle Gespräche Syeds über den nahe der Moschee und von Syeds Wohnhaus gelegenen Funkturm L651 sowie in einem Fall über den noch weiter vom Leakin Park entfernt gelegenen Funkturm L698 geführt. Das letzte Gespräch am Tattag, ein verlässlich zu ortender ausgehender Anruf, wurde um 22:30 Uhr in der Funkzelle L651C lokalisiert, die Syeds Wohnhaus abdeckt. Danach wurden von seinem Mobiltelefon bis zum Mittag des nächsten Tages keine Gespräche mehr geführt.
Das Team von Undisclosed wies außerdem darauf hin, dass die für die nicht verlässlich zu ortenden eingehenden Anrufe um 19:09 Uhr und 19:16 Uhr angegebene Funkzelle zwar die Fundstelle der Leiche und einen Großteil des Leakin Parks abdeckt, dieser jedoch nur etwa ein Drittel dieser Funkzelle ausmacht. Der weitaus größere Teil der Funkzelle erstreckt sich auf verschiedene Teile des Stadtgebiets von Baltimore. Unter anderem deckt die Funkzelle einen mehrere Kilometer langen Teil der Edmondson Avenue ab, einer Hauptverkehrsader im Westen von Baltimore, um die herum sich zahlreiche Geschäfte und Restaurants sowie mehrere Tankstellen befinden, die Syed vor seiner Rückkehr zu seinem Wohnhaus oder seinem Aufenthalt in der Moschee aufgesucht haben könnte. Auf dieselbe Weise könnten auch die verlässlich zu ortenden ausgehenden Anrufe um 20:04 Uhr und 20:05 Uhr erklärt werden, die in den Funkzellen L653A und L653C lokalisiert wurden. Beide Funkzellen decken ebenfalls lange Abschnitte der Edmondson Avenue ab. Die einzige für diese Hypothese nötige Annahme wäre, dass Syed entgegen seiner Erinnerung vor seinem Moscheebesuch nicht in seinem Wohnhaus war und erst um etwa 20:15 Uhr statt bereits um 20 Uhr in der Moschee eintraf. Syeds Erinnerungslücken am Tattag seien nicht verdächtig, wenn man der Unschuldsvermutung folge und davon ausgehe, dass er mit dem Verschwinden Lees nichts zu tun habe und sich deshalb auch nach dem Anruf der Polizei nicht darum gekümmert habe. Gehe man von der Unschuld Syeds aus, sei auch wenig erstaunlich, dass er bei weiteren Befragungen und nach seiner Festnahme Wochen später kaum Alibizeugen benennen und seine Aufenthaltspunkte zu verschiedenen Zeitpunkten am Tattag nicht genau angeben konnte. Würde eine durchschnittliche Person mehrere Wochen später nach ihrem genauen Aufenthaltsort zu bestimmten Zeitpunkten an einem bestimmten Tag gefragt, könne kaum erwartet werden, dass hierzu noch genaue Angaben gemacht werden könnten. Auch ein „Routine-Alibi“ wie Syeds Aussage, dass er an einem „normalen Tag“ wahrscheinlich nach der Schule auf dem Campus geblieben wäre, sei genau die Art von Aussage, die bei der Befragung einer unschuldigen Person Wochen später erwartet werden könne.
Chaudrys Co-Moderatorin Susan Simpson fand zudem in den Jahren 1997 bis 1999 insgesamt neun Fälle, in denen Frauen in und um Baltimore in ihren Autos Opfer von Mord, Vergewaltigung, versuchter Vergewaltigung, Entführung oder versuchter Entführung wurden und kein belegbarer Bezug von Opfer und Täter bekannt war. Diese Vorfälle hatten sich teilweise bei Tageslicht sowie in Woodlawn selbst auf Parkplätzen und nahe von Gebäuden mit Bezug zum Mord an Lee wie der Owings Mills Mall – Lees damaligem Arbeitsplatz – ereignet. Die Täter blieben teilweise unerkannt. Dies wurde von Chaudry als Beleg dafür angeführt, dass die Theorie, eine fremde Person könnte Lee auf einem Parkplatz, an einer Ampel oder bei einer anderen Gelegenheit überfallen, entführt und ermordet haben, nicht grundsätzlich abwegig sei.
Das Team von Undisclosed stieß außerdem neben dem in Serial dargestellten Mord an Annelise Hyung Suk Lee auf den Fall der 18-jährigen Schülerin Jada Lambert aus Woodlawn, die sechs Monate vor Hae Min Lees Verschwinden ermordet worden war. Als Täter im Fall von Jada Lambert wurde mithilfe von DNA-Analysen der Serienmörder Roy Sharonnie Davis ermittelt. Davis und Lambert lebten in derselben Wohngegend nördlich der Woodlawn Highschool, in der sich sowohl Lees Wohnhaus als auch die Kindertagesstätte befand, von der Lee am Tag ihres Verschwindens ihre Cousine hätte abholen sollen. Innerhalb von etwa anderthalb Jahren waren damit in Baltimore zwei weitere junge Frauen Opfer von Serientätern geworden, und beide Fälle hatten in Bezug auf die koreanischen Abstammung beziehungsweise Wohnort und Alter der Opfer sowie mit der Mordmethode jeweils durch Strangulation auffällige Gemeinsamkeiten mit dem Mord an Lee. Nachforschungen von Undisclosed ergaben, dass eine direkte Route von der Woodlawn Highschool zur Tagesstätte von Lees Cousin in unmittelbarer Nähe am damaligen Wohnhaus von Davis vorbeiführte. In den frühen Ermittlungsphasen hatten die Kriminalkommissare im Fall Syed eine Verbindung von Lees Verschwinden zum damals noch ungeklärten Fall Lamberts geprüft, jedoch keine Hinweise auf eine Verbindung der Fälle gefunden. Die Tatsache, dass zum Zeitpunkt von Lees Verschwinden in unmittelbarer Nähe zur Woodlawn Highschool nachweislich ein Serienmörder aktiv war und in dieser Zeit mindestens eine junge Frau aus Woodlawn ermordet hatte, wurde von Chaudry als zusätzliches Indiz dafür gewertet, dass der Mörder nicht zwingend aus Lees persönlichem Umfeld habe stammen müssen.

## Kritik an der Unschuldsbehauptung
Seit der Veröffentlichung von Serial stießen die vorgebrachten Theorien zu Syeds Unschuld und die Behauptung, es handle sich bei Syeds Verurteilung um einen Justizirrtum, auf heftige Kritik.

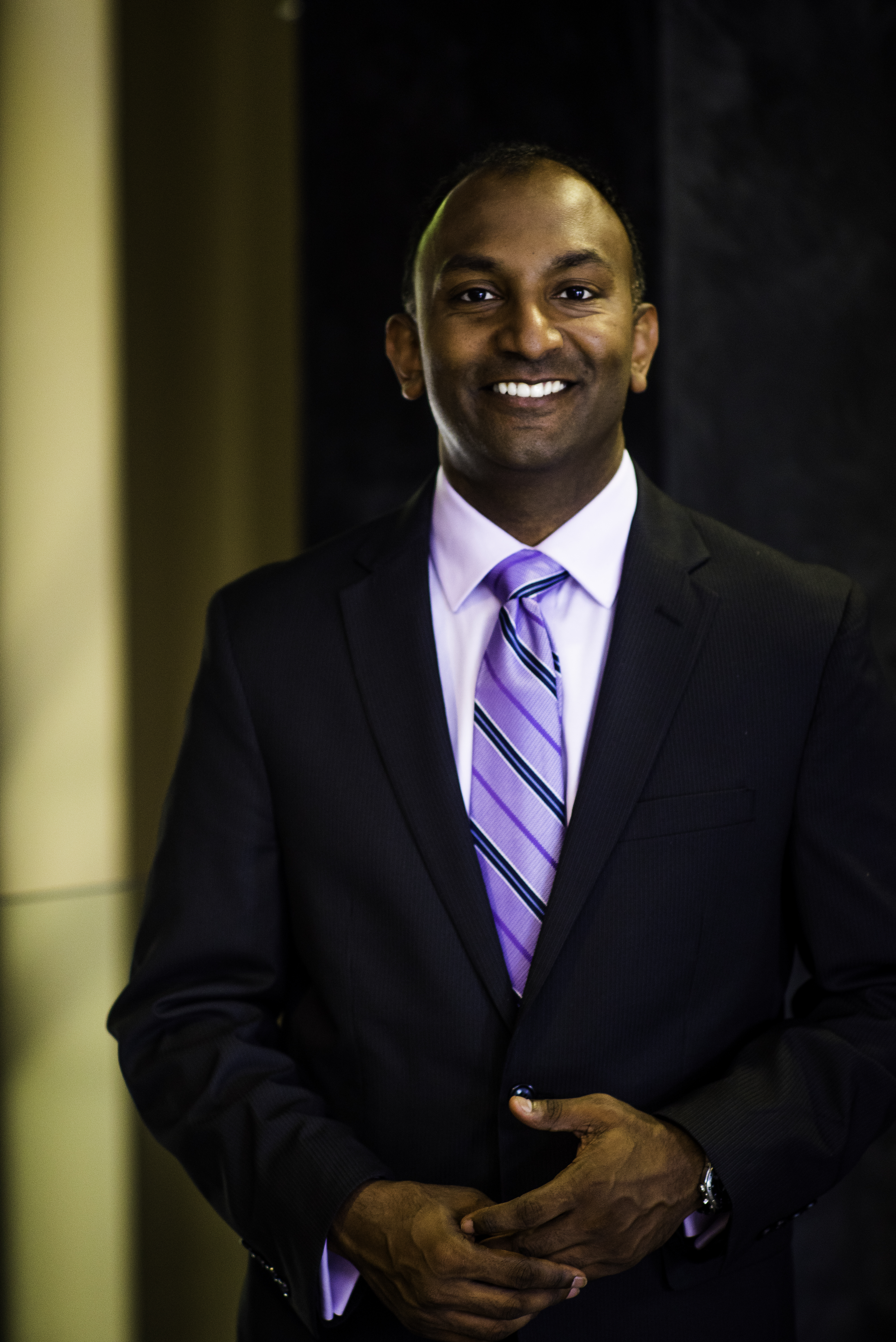
Thiruvendran Vignarajah, leitender Staatsanwalt in den Berufungsprozessen

Der Staatsanwalt Thiruvendran Vignarajah, einer der schärfsten Kritiker von Syeds Unterstützern, argumentierte in den Berufungsverfahren, die mögliche Alibi-Zeugin Asia McClain nicht aufzurufen, sei eine durchaus rationale Entscheidung der Verteidigerin Gutierrez gewesen, da McClains Aussagen unglaubwürdig seien, mögliche Unstimmigkeiten enthielten und Syed selbst behauptet hatte, an diesem Tag den Schulcampus nie verlassen zu haben. McClains Aussage wäre für das Routine-Alibi, auf das sich die Verteidigung berief, problematisch gewesen, denn die Stadtbibliothek aufzusuchen hätte bedeutet, dass Syed entgegen seiner Routine an diesem Tag den Schulcampus vor dem Leichtathletiktraining verlassen hätte (die Bibliothek liegt zwar in unmittelbarer Nähe, aber eben nicht auf dem Schulgelände). Vor dem Auftauchen von McClains Aussagen im Berufungsverfahren habe Syed die Stadtbibliothek oder einen Aufenthalt dort niemals erwähnt. Im Berufungsverfahren habe Syed dann behauptet, an jenem Tag in der Stadtbibliothek seine E-Mails abgerufen zu haben. In früheren Aussagen habe Syed aber angegeben, seine E-Mails immer in der Schulbibliothek aufzurufen, und die Stadtbibliothek zu diesem Zweck niemals erwähnt.
Kritiker von Serial und Undisclosed verweisen darauf, dass die Syed belastenden Aussagen von Wilds Freundinnen Kristi Vinson und Jennifer Pusateri in der Zeit von ca. 18 Uhr bis ca. 21 Uhr weitgehend mit den Aussagen von Wilds übereinstimmten und von den Telefonverbindungs- und Ortungsdaten gestützt würden, wobei zahlreiche dieser Telefonverbindungen verlässlich zu ortende ausgehende Anrufe seien. Insbesondere die Tatsache, dass die Polizei erst durch die Zeugin Jennifer Pusateri auf die Spur von Jay Wilds stieß, werde von den Unterstützern der Unschuldsvermutung nicht ausreichend gewürdigt. Pusateri war eine enge Freundin von Jay Wilds, kannte jedoch weder Syed noch Lee. Noch bevor die Polizei Jay Wilds kontaktiert hatte, sagte Pusateri im Beisein ihrer Mutter und eines eigens für das Polizei-Interview beauftragten Rechtsanwalts aus, Wilds habe ihr noch am Abend von Lees Verschwinden gesagt, dass Syed Lee getötet, ihm die Leiche gezeigt und sie gemeinsam mit ihm begraben habe, und zwar direkt nachdem Wilds bei der Westview Mall gegen 20:20 Uhr aus Syeds Auto gestiegen sei. Weiter habe Wilds ihr gesagt, dass Lee erwürgt worden und Syeds Motiv ein gebrochenes Herz gewesen sei. Pusateri bestätige mit dieser Aussage, dass Wilds bereits am Tattag über Insiderkenntnisse verfügt habe. Lee war zum damaligen Zeitpunkt erst als vermisst gemeldet. Weder war ihre Leiche gefunden worden, noch war die Todesart oder die Tatsache, dass sie begraben wurde, bekannt. Es seien auch keine Gründe ersichtlich, warum Pusateri eigens einen Anwalt beauftragen sollte und in dessen Anwesenheit Falschaussagen gegenüber der Polizei machen, diese unter Eid im Prozess wiederholen, einen unschuldigen, ihr unbekannten 17-jährigen Schüler eines Mordes beschuldigen und darüber hinaus ihren engen Freund Wilds schwer belasten sollte (Wilds wurde später wegen Beihilfe zum Mord verurteilt). Pusateri habe zu diesem Zeitpunkt auch nicht wissen können, ob Syed ein Alibi hatte oder ob der „wahre“ Mörder andere Spuren hinterlassen hat, wodurch sie der Falschaussage überführt hätte werden können. Hätte Syed schlüssig als Täter ausgeschlossen werden können, hätten die Aussagen von Pusateri und Wilds aufgrund ihrer Insiderkenntnisse sehr wahrscheinlich dazu geführt, dass sie selbst als Hauptverdächtige beschuldigt worden wären. Pusateris Aussage deutet außerdem darauf hin, dass sich Syed zwischen etwa 20 Uhr und 20:30 Uhr nicht wie von ihm und seinem Vater angegeben in der Moschee, sondern bei der Westview Mall aufgehalten hatte. Schon im Strafprozess selbst hatte Staatsanwalt Urick in seinem Schlussplädoyer darauf hingewiesen, dass um 20:04 Uhr und 20:05 Uhr von Syeds Telefon ausgehende, also verlässlich lokalisierbare, Telefongespräche auf den Pager von Jennifer Pusateri in den Funkzellen L653A und L653C geortet wurden. Der Funkturm L653 deckt die südlich des Leakin Parks gelegene Edmondson Avenue ab, und damit einen Bereich in unmittelbarer Nähe zum Fundort der Leiche und zum Abstellort von Lees Auto. Die Moschee und Syeds Wohnhaus liegen mehrere Kilometer von diesem Funkturm entfernt. Jennifer Pusateris Aussage zufolge handelte es sich bei den beiden Anrufen um Sprachnachrichten, die Wilds von Syeds Mobiltelefon auf ihren Pager gesendet und sie darin gebeten hatte, ihn gegen 20:20 Uhr bei der Westview Mall abzuholen. Keine der Nachrichten stammte ihrer Aussage zufolge von Syed, der Pusateri zu diesem Zeitpunkt gar nicht persönlich kannte. Bei der Westview Mall sah Pusateri dann eigenen Angaben zufolge Wilds aus einem von Syed gesteuerten Auto aussteigen. Anders als die Angaben von Wilds blieben Pusateris Aussagen immer sehr weitgehend konsistent, und sie blieb auch zwei Jahrzehnte später im Jahr 2019 in Chaudrys Fernsehdokumentation The Case against Adnan Syed noch dabei, damals die Wahrheit gesagt zu haben. Die Aussagen von Pusateri in Verbindung mit den Telefondaten, so die Kritiker der Unschuldshypothese, bewiesen damit schlüssig, dass Syed um den Zeitpunkt, zu dem in der Theorie der Staatsanwaltschaft die Leiche im Leaking Park begraben wurde, nicht in seinem Wohnhaus oder der Moschee war, sondern sich in Begleitung von Jay Wilds in unmittelbarer Nähe zum Fundort der Leiche und Abestellort von Lees Auto befunden habe.

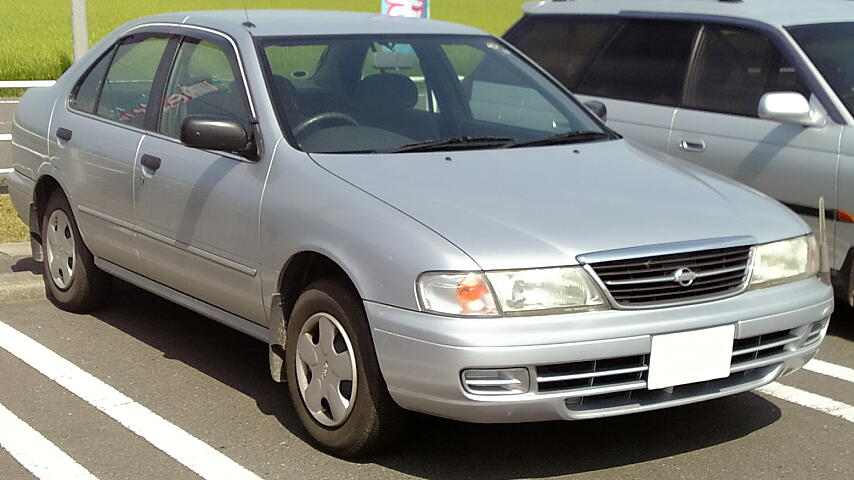
Nissan Sentra in ähnlicher Bauart und Farbe wie Lees Auto

Besonders heftige Kritik zog die im Podcast Undisclosed vorgebrachte These Rabia Chaudrys auf sich, die Polizei habe den Standort von Lees Auto bereits gekannt und dem Hauptbelastungszeugen Jay Wilds mitgeteilt, damit dieser die Polizei zum Auto führen und Syed damit belasten konnte. Die Polizei, so argumentieren die Kritiker der Hypothese, habe wochenlang und bis zum Tag der Auffindung nach dem Auto gesucht. Der Suchauftrag sei nach und nach auf die gesamte Ostküste der Vereinigten Staaten ausgeweitet worden. In eine Polizeiverschwörung mit dem Ziel, den Standort des Autos geheim zu halten, hätte eine große Zahl an Polizisten verwickelt sein müssen. Neben den ermittelnden Kriminalkommissaren als potenzielle Ideengeber für die Verschwörung selbst müssten auch Streifenpolizisten Baltimores Teil der Verschwörung gewesen sein, und zwar aller Wahrscheinlichkeit nach in großer Anzahl. Wäre nur ein kleiner Kreis von Streifenpolizisten in die Verschwörung eingeweiht gewesen, wäre es ein großer Zufall, wenn genau die eingeweihten Verschwörer das Auto gefunden hätten. Die Direktive, den Fundort des Autos geheim zu halten, hätte daher realistischerweise an zahlreiche Besatzungen von Patrouillenfahrzeugen ausgegeben werden müssen, und diese Polizisten hätten sich zur Teilnahme an der Verschwörung bereit erklären und ausnahmslos bis zum heutigen Tag hierüber Stillschweigen bewahren müssen. Abhängig vom Fundzeitpunkt hätte die Polizei entweder das Auto tage- oder sogar wochenlang auf dem Parkplatz in Baltimore stehen gelassen, wo ein Diebstahl oder Vandalismus gedroht hätte, oder sie hätten das Auto unbemerkt abtransportieren, an einem geheimen Ort lagern und nach der Aussage von Wilds wieder unbemerkt zurücktransportieren müssen. Die Forensiker der Spurensicherung und die mit der Analyse beauftragten Laborangestellten, die Beweise im Auto gesichert und analysiert hätten, müssten auch Teil der Verschwörung sein, oder die Beweise im Auto hätten bis zu Beschuldigung Syeds nicht gesichert werden können. Wäre dies unterlassen worden, hätte für die Verschwörer das Risiko bestanden, dass Beweise im Auto nicht zur Täterschaft Syeds passen oder sogar auf einen anderen Täter hindeuten (z. B. DNA-Spuren) und die Verschwörung dadurch offenkundig wird. Abhängig von Art und Umfang der gesicherten Beweise hätten die notwendigen Laboranalysen und deren Auswertung aller Wahrscheinlich nach mehrere Wochen gedauert. Außerdem hätten die korrupten Beamten es trotz ihrer Bereitschaft, eine so weitreichende und riskante Verschwörung zu organisieren, unterlassen, am Fundort der Leiche oder in Lees Auto belastende Beweise gegen Syed zu platzieren. Hätte Syed der Mord angehängt werden sollen, hätte zum Beispiel einfach ein Kleidungsstück Syeds mit Lees Blut und Erde vom Tatort beschmiert und neben der Leiche oder in Lees Auto platziert werden können. Eine weitere These Chaudrys, dass Jay Wilds das Auto durch Zufall gefunden haben könnte, sei ebenfalls sehr unwahrscheinlich, da es sich bei Lees Auto – einem Nissan Sentra – um ein unauffälliges Auto ohne besonderen Erkennungswert gehandelt habe. Wilds hätte dafür wissen müssen, dass Lee, die er nur flüchtig kannte, ein solches Auto fuhr, und hätte in der Großstadt Baltimore zufällig genau am Fundort vorbeikommen, das Auto dort bemerken und den Nissan korrekt als Lees Auto identifizieren müssen. Auch hätte Wilds das Auto zufällig gefunden und erkannt, während Hunderte Polizisten, die aufgrund der Suchaktion der Polizei aktiv danach Ausschau gehalten hatten, es nicht gefunden hätten. Für Chaudrys dritte These, dass Wilds den Abstellort des Autos gekannt haben könnte, weil er selbst Lee ermordet hatte oder den wahren Täter kannte und sich selbst schwer belastete, um diesen zu decken, gebe es weder Beweise oder Indizien, noch habe Wilds selbst ein erkennbares Mordmotiv.
Dana Chivvis, die Co-Produzentin von Sarah Koenig, und andere Kommentatoren wiesen darauf hin, wie unwahrscheinlich die Verkettung der Umstände für Syed habe sein müssen, wenn dieser tatsächlich unschuldig sei. Hier wurde die Frage aufgeworfen, wie wahrscheinlich es denn sei, dass Syed sich ein neues Mobiltelefon anschafft, am nächsten Tag dieses Mobiltelefon und sein Auto an einen Bekannten verleiht und genau an diesem Tag seine Ex-Freundin ermordet wird und derselbe Bekannte ihn der Tat beschuldigt. Bezüglich des sogenannten Nisha-Anrufs bestehe zwar die Möglichkeit, dass Wilds die Nummer versehentlich aus Syeds Anrufliste oder von gespeicherten Nummern gewählt habe, jedoch wäre diese Prämisse für sich genommen schon unwahrscheinlich, und darüber hinaus wäre der versehentliche Anruf ausgerechnet bei jemandem gewesen, den Wilds nicht kannte. Mit dieser ihm unbekannten Person hätte Wilds dann entweder für über zwei Minuten gesprochen, ohne, dass diese sich an dieses Gespräch hätte erinnern können, oder man müsse auf die noch unwahrscheinlichere Theorie zurückgreifen, ein versehentlicher Anruf sei nicht abgenommen und so lange nicht beendet worden, dass der Anruf trotzdem abgerechnet wurde. Zwei eingehende Anrufe um 19:09 Uhr und 19:16 Uhr wurden beide Male der Funkzelle L689B zugeordnet, die den Fundort der Leiche abdeckt, was mit der Aussage von Wilds übereinstimmt, dass Syed die Leiche um diese Zeit im Leakin Park begraben hatte. Wenn die Ortung dieser Anrufe unzuverlässig gewesen – was nicht so sein müsse – und das Mobiltelefon eigentlich in der Nähe eines anderen Funkturms gewesen wäre, wäre es wieder ein Zufall, dass von allen in Frage kommenden Funktürmen zweimal genau der am nächsten zur Leiche liegende Funkturm angerufen wurde. Syed hatte behauptet, sich von etwa 19 Uhr bis 22 Uhr zunächst wahrscheinlich in seinem Wohnhaus aufgehalten zu haben und wenig später mit seinem Vater zur nahe gelegenen Moschee gegangen zu sein und dort gebetet zu haben. Die Funktürme L651, L654 und L698 liegen deutlich näher an Syeds Wohnhaus und der Moschee als der Funkturm L689 am Rand des Leakin Park. Trotzdem wurde zweimal Funkturm L689B angerufen, und zwar, wie der Buchstabe B ausdrückt, die südlich bis südöstlich gelegene Funkzelle dieses Turmes, die die von Syeds Haus und der Moschee abgewandte Seite des Funkturms abdeckt. Die Tatsache, dass Wilds den Abstellort von Lees Auto gekannt habe, sei ebenfalls sehr problematisch für Syed, und alle Theorien hierzu, die mit Syeds Unschuld vereinbar wären, seien sehr unwahrscheinlich. Dass so viele für Syed ungünstige Zufälle an nur einem Tag eingetreten sein sollen, sei äußerst unglaubwürdig und daher trotz offener Fragen und verbleibender Ungereimtheiten von Syeds Schuld auszugehen.
Ebenfalls heftig kritisiert wurden die von Unterstützern der Unschuldshypothese vorgebrachten Theorien zu möglichen anderen Tätern. Nichts deute auf die Täterschaft eines Serienmörders oder eine Zufallstat eines anderen Täters hin. Alle Theorien hierzu seien reine Spekulation und unterstellten angesichts der vorliegenden Beweislage eine in ihrer Unwahrscheinlichkeit an Unmöglichkeit grenzende Verkettung von Zufällen. So hätte zusätzlich zur bereits äußerst unwahrscheinlichen Annahme eines Serienmords oder einer Zufallstat eine Polizeiverschwörung zur Erpressung einer Falschaussage von Jay Wilds und Beschuldigung eines unschuldigen 17-jährigen Teenagers kommen müssen und außerdem Syed trotz seines Aufenthalts an verschiedenen öffentlichen, stark frequentierten Orten am Tattag keine glaubwürdigen und unabhängigen Alibizeugen haben dürfen. Jedes Glied dieser spekulativen Zufallskette sei für sich genommen schon äußerst unwahrscheinlich, und einer solchen Verkettung von für Syed ungünstigen Zufällen mehr Glauben zu schenken als der durch zahlreiche Beweise gestützten Theorie der Staatsanwaltschaft, ein eifersüchtiger Teenager habe seine Ex-Freundin ermordet und einen ihm als kriminell bekannten Freund bei der Beseitigung der Leiche um Hilfe gebeten, sei widersinnig und unlogisch. Don Clinedinst habe ein glaubwürdiges Alibi, und dass Alonzo Sellers der Mörder war und die Polizei nur wenige Wochen nach dem Mord selbst zur Leiche führte, sei unglaubwürdig. Zum einen hätte Sellers, der bereits wegen exhibitionistischer Straftaten polizeibekannt war, klar sein müssen, dass er damit selbst unmittelbar tatverdächtig wäre und sich die polizeilichen Ermittlungen auf ihn richten würden, zum anderen hätten an der Leiche seine DNA-Spuren gefunden werden und ihn des Mordes überführen können. Die von Unterstützern der Unschuldsvermutung und auch Syed selbst in den Raum gestellte Hypothese, Jay Wilds sei selbst der wahre Täter und habe seine Aussage zu Syeds Täterschaft frei erfunden, um diesem die Tat anzuhängen, möglicherweise da er besorgt gewesen sei, Syed könnte seiner Freundin Stephanie, die eng mit Syed befreundet war, zu nahe kommen und Stephanie ihn für Syed verlassen, wurde ebenfalls heftig kritisiert. Zum einen sei dieses Motiv für den Mord an einer unschuldigen jungen Frau wenig überzeugend, insbesondere im vorliegenden Fall, da Lee eng mit Stephanie befreundet war. Zum anderen hätte sich Wilds damit einem hohen persönlichen Risiko ausgesetzt, denn es wäre unmöglich für Wilds gewesen, sicherzugehen, dass Syed seine Unschuld nicht beweisen konnte, insbesondere, da Wilds bekannt gewesen wäre, dass Syed sich um den Zeitpunkt von Lees Verschwinden zwischen 14:15 Uhr und 15:15 Uhr auf dem Schulcampus aufgehalten hätte. Hätten Lehrer oder Mitschüler auf dem Schulgelände und später am Abend Besucher der Moschee oder die Aufzeichnungen von Überwachungskameras an diesen öffentlichen Orten Syeds Anwesenheit in der Schule oder in der Moschee eindeutig belegen können, hätte Wilds leicht der Falschaussage überführt werden können und wäre dann unweigerlich selbst tatverdächtig geworden. Die Tatsache, dass Syed, obwohl er sich am Nachmittag des 13. Januar angeblich mehrere Stunden an öffentlichen, teils stark frequentierten Orten aufhielt, nach 14:15 Uhr keine glaubwürdigen und unabhängigen Alibizeugen angeben konnte, erhöhe die Glaubwürdigkeit von Wilds' Aussagen. Dieser war offensichtlich hinreichend sicher, dass Syed für die fraglichen Zeiträume keinen alternativen Aufenthaltsort nachweisen und seine Aussage auch nicht anderweitig widerlegen konnte. Wenig überzeugend sei auch, dass sich Wilds in diesem Szenario selbst als Beihelfer zu dem Mord belastete (und hierfür später auch verurteilt wurde). Wenn Wilds zum Schutz seiner Beziehung mit Stephanie schon vor einem Mord nicht zurückschrecke, wäre es deutlich einfacher, sinnvoller und weniger riskant für ihr gewesen, Syed selbst zu ermorden, anstatt zu versuchen, ihm den Mord an Lee anzuhängen und sich dabei selbst zu belasten. Ähnliche Gründe sprächen gegen die ebenfalls von Unterstützern Syeds vorgebrachte Hypothese, Wilds sei an der Tat nicht beteiligt gewesen, und Polizei oder Staatsanwaltschaft hätten ihm mit Strafverfolgung für seine Drogengeschäfte gedroht und ihn so gezwungen, Syed mit vorgegebenen Aussagen, die zur sonstigen Beweislage passten, der Tat zu beschuldigen. Damit hätten sich die Beamten jedoch potenziell schwerer Straftaten schuldig gemacht, und es hätte ebenso die Gefahr bestanden, dass ihr Fehlverhalten deutlich wird, wenn Syed seine Unschuld hätte beweisen können, Wilds seine Falschaussagen nachgewiesen werden könnten oder er diese später eingeräumt hätte. Ein glaubwürdigeres Motiv als angebliche Eifersucht auf Syed wegen seiner Freundin Stephanie suche man bei Wilds vergebens.

## Spätere Wiederaufnahmeverfahren
Im Januar 2014, noch vor der Veröffentlichung von Serial, hatte Syed gegen die Ablehnung seines Wiederaufnahmeantrags Berufung beim Maryland Court of Special Appeals, einem höheren Berufungsgericht, eingelegt. Beigefügt war eine eidesstattliche Versicherung von McClain, in der sie ihre Aussage zu Syeds Aufenthalt in der Stadtbibliothek am 13. Januar 1999 bekräftigte. Im Januar 2015 gab das Berufungsgericht dem Antrag Syeds statt und verwies die Strafsache zur erneuten Entscheidung zurück an den Bezirksgerichtshof. Daraufhin stellte Syed beim Bezirksgericht einen Antrag auf Wiederaufnahme seines Berufungsverfahrens. Zum vorsitzenden Richter wurde wieder Richter Martin Welch bestimmt, der für die erneute Entscheidung eigens aus dem Ruhestand auf den Richterstuhl zurückkehrte.
Neues Wiederaufnahmeverfahren am Bezirksgericht von Baltimore
Infolge der Recherchen von Serial rügte Syed in seinem neuesten Antrag jetzt nicht nur, dass die Alibi-Zeugin McClain von seiner Anwältin Cristina Gutierrez nicht kontaktiert wurde, sondern nahm die mögliche Ungenauigkeit der Funkzellenortung in seinen Antrag mit auf. Ebenso mit aufgenommen wurde eine eidesstattliche Versicherung von Abraham Waranowitz, dem Experten für Funkzellenortung der Staatsanwaltschaft. Dieser versicherte an Eides statt, dass er von der Existenz des Deckblattes der Firma AT&T, in dem darauf hingewiesen wird, dass eingehende Anrufe keine verlässliche Funkzellenortung ermöglichen, nicht wusste und eine Kenntnis des Deckblattes seine Aussage vor Gericht beeinflusst hätte. Außerdem unterzeichnete die potenzielle Alibi-Zeugin Asia McClain erneut eine Eidesstattliche Versicherung, in der sie ihre zu früheren Zeitpunkten gemachte Aussage bestätigte und widersprach energisch der vom früheren leitenden Staatsanwalt Urick im vorhergehenden Berufungsverfahren geäußerten Behauptung, sie habe ihm gesagt, sie habe eine frühere Eidesstattliche Versicherung nur unterschrieben, weil die Familie Syeds sie unter Druck gesetzt hätte. Daraufhin eröffnete Richter Welch das Wiederaufnahmeverfahren Syeds erneut.
Am 30. Juni 2016 gab das Bezirksgericht unter Vorsitz von Richter Welch der Berufung Syeds statt, hob dessen Verurteilung auf und ordnete eine Wiederholung des Strafverfahrens gegen den Angeklagten an. Welch lehnte die Aufhebung des Urteils aufgrund der nicht kontaktierten Alibi-Zeugin erneut ab. Die Zeugin nicht zu kontaktieren, sei zwar unprofessionell von Gutierrez gewesen, das Kernargument der Staatsanwaltschaft hänge jedoch nicht vom Mordzeitpunkt ab („the crux of the State's case did not rest on the time of the murder“), sondern von der Tatsache, dass die Aussage von Wilds, man habe Lees Leiche gegen 19 Uhr im Leakin Park begraben, mit der Ortung von Syeds Mobiltelefon im Leakin Park durch zwei eingehende Anrufe in dieser Zeit in Einklang stehe. Daher hätte das Alibi McClains den Ausgang des Prozesses sehr wahrscheinlich nicht beeinflusst, solange durch Wilds' Aussage und die Funkzellenanalyse die Anwesenheit Syeds am Abend in der Nähe des Fundorts der Leiche nachgewiesen werden könne. Dies sei jedoch mit den neuen Informationen zur Ungenauigkeit der Ortung bei eingehenden Telefonanrufen nicht mehr gesichert. Durch die neue Aussage des Zeugen Waranowitz werde die Theorie der Staatsanwaltschaft jetzt im Kern angegriffen. Diesen Experten nicht mit dem Deckblatt zu konfrontieren und im Kreuzverhör zur Genauigkeit der Ortung der eingehenden Telefonate zu befragen, sei ein schwerer Fehler von Gutierrez gewesen, der das Urteil der Geschworenen hätte beeinflussen können. Dem Antrag Syeds auf einen neuen Prozess sei daher stattzugeben.
Welch kritisierte außerdem in schärfster Form, dass die Staatsanwaltschaft in einer Kautionsanhörung im Jahr 1999 Syeds pakistanische Abstammung als Begründung für ein mögliches Fluchtrisiko angeführt hatte. Die Argumente der Staatsanwaltschaft seien fremdenfeindlich gewesen, hätten jeglicher Substanz entbehrt und die Integrität der Anhörung fundamental beschädigt. Dass derartige Argumente vor einem Gericht präsentiert worden seien, sei „schockierend“ („egregious“). Eine Haftentlassung auf Bewährung lehnte Welch jedoch trotzdem ab, und Syed blieb weiter inhaftiert.
Verfahren am Berufungsgericht
Die Staatsanwaltschaft legte gegen die Entscheidung des Bezirksgerichts umgehend Berufung ein und rief hierzu den Maryland Court of Special Appeals an, das nächsthöhere Berufungsgericht. Auch dieses Gericht entschied im März 2018 mit einer Stimmenmehrheit von 2:1 zugunsten von Syed. Das Gericht erkenne an, dass die Staatsanwaltschaft aufgrund von Wilds' Aussage, Syeds Nachtatverhalten und den Funkzellendaten starke Argumente für eine Verurteilung auf ihrer Seite habe. Dass Syeds Anwältin die potenzielle Alibi-Zeugin Asia McClain nicht kontaktiert hatte, sei jedoch als eine mangelhafte Verteidigung auszulegen und das Urteil gegen Syed daher aufzuheben. Die Staatsanwaltschaft habe Syeds Verteidigerin Cristina Gutierrez mehrere Monate vor Verfahrensbeginn mitgeteilt, dass der Tatzeitpunkt am Nachmittag des 13. Januar kurz nach 14:15 Uhr liege, und dies in Syeds geplatztem ersten Strafprozess auch so argumentiert. Gutierrez habe daher gewusst, dass ein Alibi für die Zeit zwischen 14:15 Uhr und 14:35 Uhr äußerst wichtig wäre, und McClain trotzdem nicht einmal kontaktiert:

„Because the first trial ended in a mistrial, the State’s opening statement was sufficient to put Syed’s trial counsel on notice of the pertinent time frame for which Syed needed an
alibi going into the second trial, which began six weeks later. [...] As a result, trial counsel had clear knowledge six weeks before the second trial that the time frame of 2:15 p.m. to 2:35 p.m. on January 13, 1999, was going to be the crux of the State’s case, and therefore, an alibi covering this precise time frame was extremely important.“

Das Berufungsgericht urteilte außerdem, dass Syed alle Einwände auf mangelhafte Verteidigung aufgrund der Nichtbeachtung der möglichen Unzuverlässigkeit der Telefonortung aufgegeben habe, da sein Anwalt im Berufungsprozess dies erst nach über zehn Jahren als Antrag bei Gericht eingereicht hatte. In der Sache beschäftigte sich das Gericht daher mit dieser Fragestellung nicht.
Anhörung vor dem obersten Berufungsgericht von Maryland
Die Staatsanwaltschaft legte erneut gegen das Urteil Berufung ein, diesmal letztinstanzlich beim Maryland Court of Appeals, dem obersten Berufungsgericht des Bundesstaates. Das Gericht nahm den Fall zur Entscheidung an und wies Syeds Berufung am 8. März 2019 mit einer Stimmenmehrheit von 4:3 in allen Punkten ab. Das vorinstanzliche Gericht irre in der Ansicht, der Kernpunkt des Falles („crux of the case“) sei der von der Staatsanwaltschaft angenommene Mordzeitpunkt zwischen 14:15 Uhr und 14:35 Uhr. Entscheidend sei hingegen die Tatsache, dass glaubwürdige Beweise dafür vorlägen, dass Syed die Leiche Lees gemeinsam mit dem Zeugen Wilds im Leakin Park begraben habe. Die Staatsanwaltschaft bräuchte mit McClains Alibi – sofern dieses als glaubwürdig eingeschätzt würde – zwar eine neue Theorie zum Mordzeitpunkt, die Aussage McClains helfe Syed jedoch nicht, die Beweise der Staatsanwaltschaft zu widerlegen, mit denen seine Anwesenheit im Leakin Park gegen 19 Uhr belegt wurde. McClain nicht zu kontaktieren, sei zwar eine mangelhafte Leistung der Verteidigerin gewesen, jedoch sei angesichts der zahlreichen weiteren Indizien für Syeds Täterschaft unwahrscheinlich, dass mit McClains Aussage ein Schuldspruch hätte abgewendet werden können. Die Vorinstanz habe hingegen richtigerweise entschieden, dass Syed Einwände in Bezug auf die möglicherweise unzulässige Telefonortung nicht mehr geltend machen könne.
Wenige Wochen nach der Entscheidung des obersten Berufungsgerichts wurde bekannt, dass der Generalstaatsanwalt von Maryland Brian Frosh Syed vor der Gerichtsentscheidung angeboten hatte, gegen ein Schuldbekenntnis nach weiteren vier Jahren aus der Haft entlassen zu werden. Ein „No contest“-Bekenntnis oder „Alford“-Bekenntnis, bei dem Syed keine Einlassung zu seiner Schuld machen oder trotz des Schuldspruchs formell weiter seine Unschuld beteuern könne, akzeptierte Frosh jedoch nicht. Syed lehnte Froshs Angebot ab.
Anrufung des Obersten Gerichtshofs der Vereinigten Staaten
Syed legte gegen die Entscheidung des obersten Berufungsgerichts Verfassungsbeschwerde beim Obersten Gerichtshof der Vereinigten Staaten ein. Das Verfassungsgericht nahm Syeds Beschwerde jedoch nicht zur Entscheidung an. Damit war Syeds Verurteilung rechtskräftig und sein Berufungsweg erschöpft.

## Haftentlassung

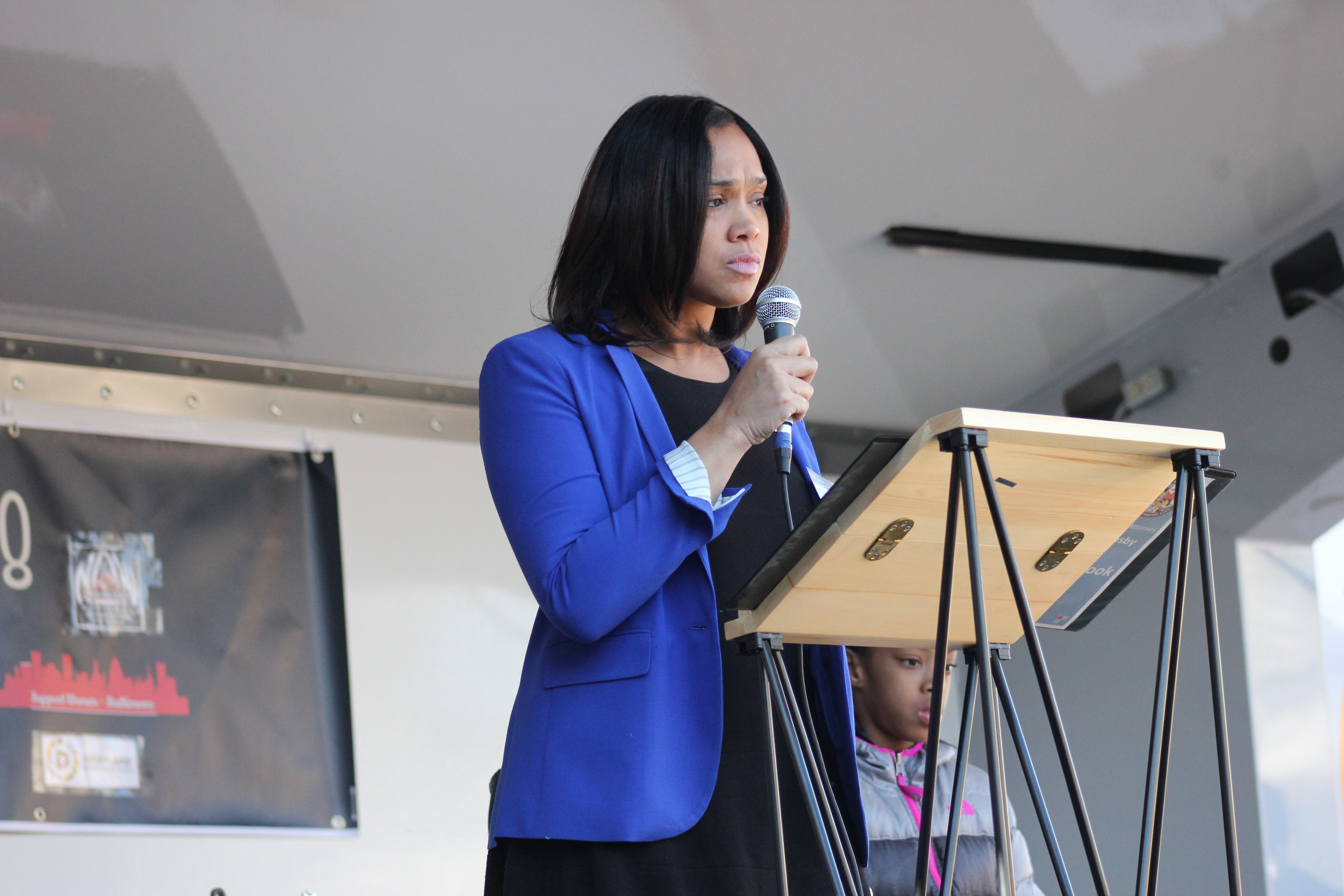
Marilyn Mosby: Für Syeds Freilassung verantwortliche Staatsanwältin der Stadt Baltimore

Am 19. September 2022 wurde Adnan Syed nach einer Haftzeit von 23 Jahren auf Antrag der Staatsanwaltschaft vorzeitig aus der Haft entlassen. Syeds Rechtsanwältin Erica Suter hatte mehr als ein Jahr zuvor einen Antrag auf Haftentlassung auf Bewährung gestellt. Aufgrund eines neuen Gesetzes im Bundesstaat Maryland war dies für zur Tatzeit jugendliche Täter trotz einer lebenslangen Freiheitsstrafe möglich. Auf Suters Antrag hin prüfte die Staatsanwältin Becky Feldman Syeds Eignung für eine Haftentlassung auf Bewährung und ging hierzu auch die Prozessunterlagen des Falls durch. Hierbei stieß sie eigenen Angaben zufolge auf verschiedene mutmaßlichen Rechtsverstöße der damaligen Ankläger. Gemeinsam mit weiteren Mitarbeitern und mit Syeds Anwältin stellte sie über einen Zeitraum von über einem Jahr weitere Nachforschungen an und stieß auf glaubwürdige Hinweise auf zwei ungenannte andere Verdächtige, die im Jahr 1999 bereits der Staatsanwaltschaft bekannt waren und zu Unrecht im Laufe der Ermittlungen als Verdächtige aussortiert worden seien:
- Die Staatsanwaltschaft habe vor Syeds Prozess Hinweise darauf gehabt, dass einer der Verdächtigen das Mordopfer konkret bedroht und dafür Motive angeführt hatte. Dies sei der Verteidigung nicht mitgeteilt worden, eine sogenannte „Brady Violation“, die zur Aufhebung eines Urteils gegen Angeklagte führen könne.
- Der Örtlichkeiten, an denen Lees Auto gefunden wurden, seien einem Verdächtigen bekannt gewesen. Eine Person mit Verbindung zu einem Familienmitglied des Verdächtigen habe nahe der Stelle eine Immobilie besessen und im Jahr 1999 dort gewohnt. Auch dies sei der Verteidigung vor dem Prozess nicht mitgeteilt worden.
- Einer der Verdächtigen habe gewalttätige Handlungen gegen eine ihm bekannte Frau verübt und diese Frau gegen ihren Willen festgehalten. Dies sei vor dem Prozess passiert und der Staatsanwaltschaft bekannt gewesen.
- Einer der Verdächtigen habe eine ihm unbekannte Frau in ihrem Auto angegriffen und sei dafür verurteilt worden. Dies sei zum Zeitpunkt des Prozesses nicht bekannt gewesen, werde jedoch für die Gesamtschau des Falles für relevant betrachtet.
- Einer der Verdächtigen habe serienmäßig Vergewaltigungen und sexuelle Nötigungen begangen und sei hierfür verurteilt worden. Auch dies sei zum Prozesszeitpunkt unbekannt gewesen, werde jedoch heute als relevant betrachtet.
- Einer der Verdächtigen sei unzulässigerweise als Verdächtiger aussortiert worden, obwohl er einen Lügendetektortest nicht bestanden hatte.

Außerdem hätten die Nachforschungen erhebliche Zweifel an der Verlässlichkeit verschiedener Beweise gegen Syed ergeben. Die Beweislage gegen den Angeklagten habe sich im Wesentlichen auf Indizien gestützt. Insbesondere seien die Ortungsdaten für eingehende Telefonanrufe unzuverlässig und hiermit könne eine Verurteilung nicht begründet werden. Das Bezirksgericht von Baltimore – die einzige gerichtliche Entscheidung in dieser Angelegenheit – habe entschieden, dass Verteidigung durch Syeds Anwältin mangelhaft war, da diese den Experten der Staatsanwaltschaft Waranowitz nicht zur möglichen Unzuverlässigkeit eingehender Telefonanrufe befragt habe und das Urteil gegen Syed mit dieser Begründung aufgehoben. Eine Verurteilung Syeds könne sich nicht auf die Aussage von Wilds alleine stützen. Ohne die Telefonortungsdaten, sei Wilds Aussage, die sich mehrfach in fundamentalen Punkten geändert habe, zu unglaubwürdig. Außerdem habe die Zeugin Kristi Vinson ihre für Syed belastende Aussage inzwischen selbst angezweifelt, was einen weiteren Aspekt von Wilds Aussage in Zweifel zieht. Schließlich sei der gegen Syed ermittelnde Kriminalkommissar William Ritz in mehreren Kriminalfällen eines schweren Fehlverhaltens überführt worden (vgl. Abschnitt zum Undisclosed Podcast).
Im Lichte aller nun bekannten zusätzlichen Indizien und der schweren Versäumnisse der Staatsanwaltschaft bei der Überstellung relevanter Informationen an die Verteidigung bestünden nunmehr erhebliche Zweifel an der in Syeds Strafprozess angeführten Beweislage. „Im Interesse von Gerechtigkeit und Fairness“ müsse Syed daher aus dem Gefängnis entlassen und seine Verurteilung aufgehoben werden.
Bereits zuvor waren zudem weitere DNA-Tests von Lees Kleidung und anderen Gegenständen am Tatort in Auftrag gegeben worden. Getestet wurden unter anderem Lees Schuhe, die auf der Rückbank ihres Wagens gefunden wurden. In der Theorie der Staatsanwaltschaft fuhr Syed Lees Auto zum Tatort und erwürgte dort das auf dem Beifahrersitz sitzende Mordopfer. Dass Lee ihre Schuhe selbst ausgezogen und auf die Rückbank gelegt hatte, gilt als unwahrscheinlich, da es sich beim Tattag um einen nasskalten Tag im Januar gehandelt hatte. Demzufolge müsste Syed aller Wahrscheinlichkeit nach Lees Schuhe auf die Rückbank gelegt und dabei potentiell DNA-Spuren hinterlassen haben. Im Laufe der Ermittlungen waren im Jahr 1999 zahlreiche DNA-Proben auf Gegenständen sichergestellt, jedoch von der Staatsanwaltschaft nie getestet worden. Auch die Verteidigung hatte dies zur damaligen Zeit nicht beantragt. Im Oktober 2022 wurde bekannt, dass die Testergebnisse keine Hinweise auf ein Vorhandensein von Syeds DNA auf den neu getesteten Gegenständen ergaben, jedoch an Lees Schuhen die DNA von vier unbekannten Personen gefunden wurde, die sonst niemandem zugeordnet werden konnte. Daraufhin ließ die leitende Staatsanwältin Marilyn Mosby alle Anklagepunkte gegen Syed fallen und bezeichnete Syeds Verurteilung als Justizirrtum.
Zu den genauen Hintergründen der vorliegenden Beweise und Indizien gegen andere Tatverdächtige äußerte sich die Staatsanwaltschaft aus ermittlungstaktischen Gründen nicht. Der Fernsehsender Fox Baltimore berichtete jedoch bezüglich der Morddrohung eines anderen Verdächtigen gegen Lee, dass eine Zeugin im Jahr 1999 folgende Aussage machte: „Vor dem Mord hatte sich ______ (Verdächtiger, Name redigiert) darüber aufgeregt, dass die Frau (Lee) so viele Probleme für Adnan machen würde. Er sagte ihr (der Zeugin), er würde sie (Lee) verschwinden lassen; er würde sie töten.“ („Prior to the murder ______ was upset that the woman was creating so many problems for Adnan. He told her that he would make her disappear; he would kill her.“) Der damalige leitende Staatsanwalt Kevin Urick fertigte hierzu eine schriftliche Aktennotiz an. Becky Feldman zufolge bezieht sich das Personalpronomen „er“ im zweiten Satz auf einen nicht namentlich genannten anderen Verdächtigen, womit dieser von der Zeugin beschuldigt wird, Lee mit dem Tod bedroht und hierfür auch ein Motiv genannt zu haben, was für die Verteidigung Syeds hilfreich hätte sein können. Die Aktennotiz sei der Anwältin Syeds nicht zur Verfügung gestellt worden. Der leitende Staatsanwalt Urick, der das Interview mit der Zeugin damals geführt hatte, bestätigte, dass die Aktennotiz der Verteidigung nicht zur Verfügung gestellt wurde, sagte jedoch, das Personalpronomen „er“ im zweiten Satz beziehe sich auf Syed selbst und nicht auf den anderen Verdächtigen. Staatsanwältin Mosby entgegnete, Uricks Darstellung sei völlig unglaubwürdig. Zum einen sei angesichts von Wortlaut und Kontext der Aktennotiz eindeutig die andere Verdachtsperson gemeint, zum anderen sei bei Uricks Interpretation nicht zu erklären, warum diese Aussage dann im Prozess nicht gegen Syed verwendet wurde. Dass die Staatsanwaltschaft im Besitz einer Zeugenaussage war, der zufolge Syed die Entführung und Ermordung des Opfers angekündigt hatte, und dies im Prozess gegen Syed nicht genutzt hätte, sei nicht nachzuvollziehen. Im Übrigen hätte gemäß geltenden ethischen Standards auch eine solche belastende Aussage der Verteidigung angezeigt werden müssen.
Bereits im Dezember 2014 kurz nach der Veröffentlichung des Serial Podcasts hatten Journalisten der Online-Zeitung The Intercept in Erfahrung gebracht, dass die wahrscheinliche Verdachtsperson im Jahr 1999 in einer Voranhörung (grand jury hearing) zum Prozess gegen Syed von seinem im 5. Zusatzartikel zur Verfassung der Vereinigten Staaten garantierten Zeugnisverweigerungsrecht bei möglicher Selbstbelastung Gebrauch gemacht hatte. Auch Kevin Urick, der leitende Staatsanwalt im Fall Syed, gab derselben Zeitung kurze Zeit später ein Interview und sagte als er mit der Aussageverweigerung des Verdächtigen konfrontiert wurde, dass er hierzu nicht Stellung beziehen könne, da Voranhörungen zu Strafverfahren Verschlusssache seien und Inhalte daraus von ihm nicht öffentlich gemacht werden dürften.

## Reaktionen auf Syeds Haftentlassung

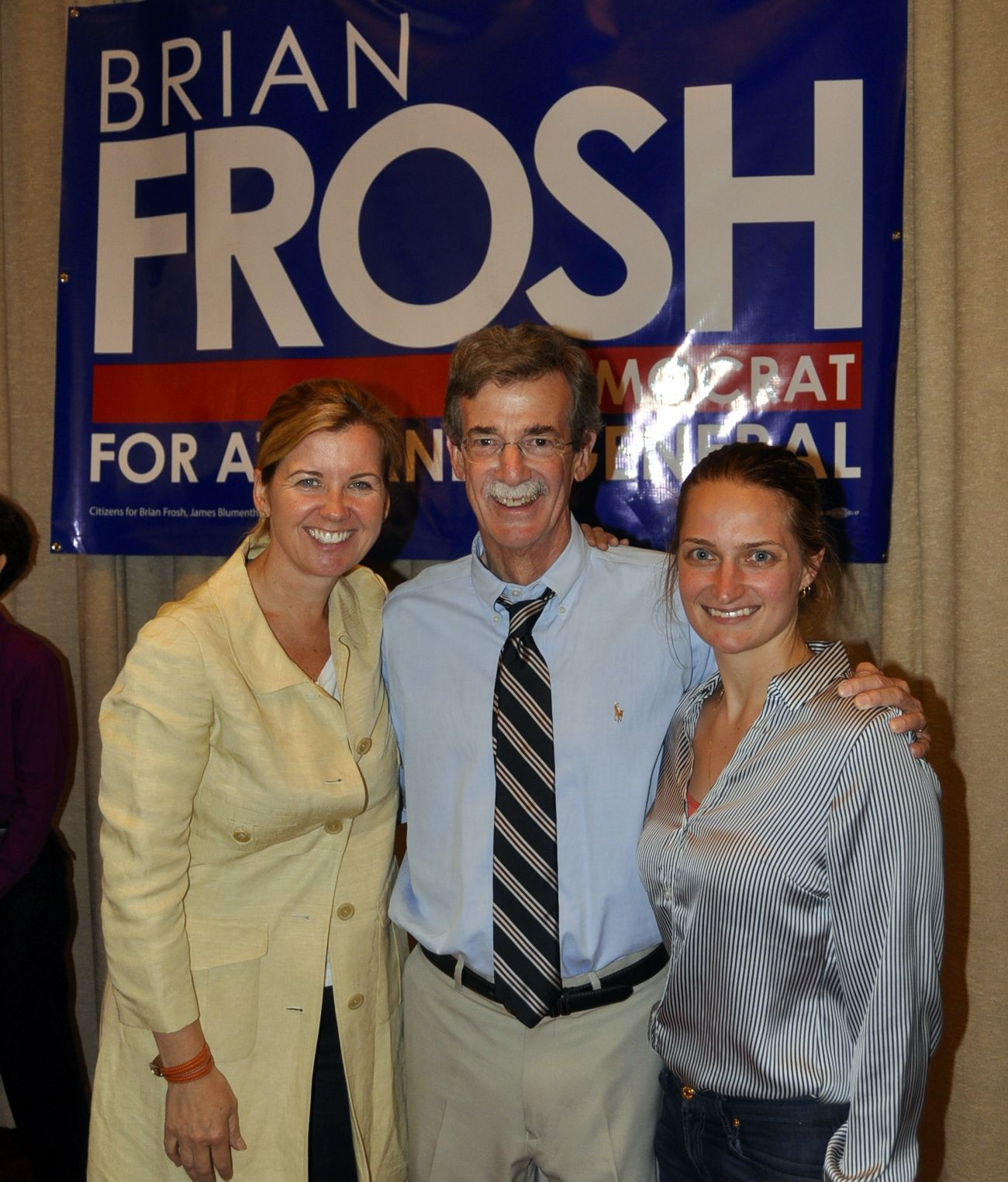
Brian Frosh, Generalstaatsanwalt von Maryland

Brian Frosh, der Oberstaatsanwalt des Staates Maryland, der Syed im Jahr 2018 angeboten hatte, im Gegenzug gegen ein Schuldbekenntnis vorzeitig aus der Haft entlassen werden zu können, zeigte sich von der Haftentlassung Syeds überrascht. Gerichte in Maryland hätten immer wieder festgestellt, dass Syed für den Mord an Hae Min Lee verantwortlich war. Maryland wäre ein deutlich sicherer Staat, wenn die leitende Staatsanwältin Mosby sich genauso für Verurteilungen in Mordfällen einsetzen würde wie für die Freilassung Syeds. Frosh wies außerdem Vorwürfe zurück, die Staatsanwaltschaft habe der Verteidigung im Prozess gegen Syed Informationen vorenthalten.
Die Richterin Wanda Keyes Heard, die in Syeds Strafprozess den Vorsitz geführt hatte, kritisierte die Haftentlassung Syeds scharf. Die Verurteilung sei aufgrund von einer soliden Beweislage zustande gekommen. Staatsanwälte und Jurymitglieder hätten sich mit dem Beweismaterial auseinandergesetzt und alle wichtigen Zeugen seien einem intensiven Kreuzverhör unterzogen worden. Cristina Gutierrez habe ihren Mandanten kompetent vertreten und bei Syeds Verteidigung ihre außerordentlichen juristischen Fähigkeiten demonstriert.
Die Hinterbliebenen von Hae Min Lee veröffentlichten eine Erklärung der zufolge sie erst eine Woche vor der Anhörung von Syeds geplanter Haftentlassung erfahren hätten und kritisierten, dass die Anhörung so plötzlich anberaumt worden war und die Familie Lee keine Möglichkeit hatte vor Ort daran teilzunehmen. Der Anwalt der Familie Lee in einer öffentlichen Stellungnahme, das Vorgehen der leitenden Staatsanwältin Marilyn Mosby habe es so gut wie unmöglich gemacht, dass Syed nochmals der Prozess gemacht werde. Es wäre nun fast unmöglich, dass jemand für den Mord an Hae Min Lee zur Verantwortung gezogen werde. In dieser Frage sei die Familie Lee nun hoffnungslos.
Serial-Produzentin Sarah Koenig sagte, die Anklage gegen Syed fallen zu lassen sei „unzweifelhaft richtig“ („undeniably right“) und das einzig faire Ergebnis für Syed und seine Familie. Der Fall sei ein „Fiasko“ für die Justiz. Alle in den letzten Jahren zusammengetragenen Beweise und Informationen seien der Anklage und den Ermittlern bereits bei Syeds Prozess vor 23 Jahren bekannt gewesen. Derartige Praktiken von Polizei und Staatsanwälten seien in der amerikanischen Justiz gängige Praxis. Syed sei hier nicht der einzige Fall.
Syed selbst gab bei seiner Haftentlassung keine Erklärung ab. Seine Anwältin Erica Suter sagte in einem Fernsehinterview, ihr Klient sei sehr dankbar für die neu gewonnene Freiheit und bedanke sich bei allen Unterstützern. Der Familie von Hae Min Lee drückte sie ihr Mitgefühl aus. Weiterhin sagte sie, Syed wolle nun Jura studieren.

## Wiedereinsetzung des Urteils
Im März 2023 wurde Syeds Verurteilung von einem Berufungsgericht wieder eingesetzt, nachdem die Hinterbliebenen von Hae Min Lee gegen die Aufhebung Beschwerde eingelegt hatten, da Lees Bruder Young zu wenig Zeit für die Anreise zur damaligen Anhörung gegeben worden sei. Dies wurde jedoch bereits wenige Wochen später vom Obersten Gerichtshof von Maryland wieder rückgängig gemacht. Gleichzeitig setzte der Oberste Gerichtshof für den 5. Oktober 2023 eine Verhandlung darüber an, ob Young Lees Rechte als Angehöriger verletzt und die Verhandlung über Syeds Haftentlassung wiederholt werden muss. Syed blieb bis zur Entscheidung des Gerichts auf freiem Fuß.
Im August 2024 entschied der Oberste Gerichtshof von Maryland, dass die Rechte von Young Lee als Repräsentant der Opferfamilie durch eine vorschnelle Ansetzung und Durchführung der Anhörung zur Haftentlassung Syeds verletzt worden waren. Young Lee habe nicht nur das Recht, persönlich an der Anhörung teilzunehmen, sondern dort auch selbst und über einen Anwalt vom Gericht gehört zu werden und seine Sicht auf die Beweislage gegen Syed darzulegen. Damit korrigierte das Gericht die bisherige Rechtspraxis im Bundesstaat Maryland, die Opferrepräsentanten lediglich ein Anwesenheitsrecht einräumte, jedoch nicht das Recht selbst zu sprechen, die Beweislage zu würdigen und sich dabei durch einen Anwalt vertreten zu lassen. Das Gericht revidierte infolgedessen die Aufhebung des Urteils gegen Syed und ordnete eine erneute Anhörung vor einem neuen Richter an. Eine erneute Inhaftierung Syeds bis zum Anhörungstermin wurde jedoch abgelehnt.
Die Bezirksstaatsanwaltschaft von Baltimore wird inzwischen von dem neuen leitenden Staatsanwalt Ivan Bates vertreten, der die frühere leitende Staatsanwältin Marilyn Mosby, die Syeds Haftentlassung beantragt hatte, seit dem Jahresbeginn 2023 ersetzt hatte. In einem Radiointerview im September 2024 kündigte Bates an, den Antrag auf Haftentlassung zunächst umfassend prüfen zu wollen und sich vor einer Entscheidung über das weitere Vorgehen hierüber auch mit Syeds Verteidigern und der Familie Hae Min Lees austauschen zu wollen. Die Prüfung des Falles werde mehrere Monate in Anspruch nehmen.
Im Februar 2025 gab Bates bekannt, den Antrag auf Aufhebung des Urteils gegen Syed nicht erneut stellen zu wollen. Wenige Wochen später wurde Syeds Reststrafe im Rahmen eines Justizprojektes des Bundesstaats Maryland, das Haftzeitverkürzungen für zur Tatzeit jugendliche Straftäter ermöglicht, auf Empfehlung der Staatsanwaltschaft von einer Richterin wegen guter Führung zur Bewährung ausgesetzt. Syed bleibt somit auf freiem Fuß und seine Haftstrafe gilt als verbüßt, er gilt jedoch juristisch weiterhin als rechtskräftig verurteilt. Seinen Anwälten zufolge beteuert Syed weiterhin seine Unschuld und wolle juristisch weiter um eine Aufhebung seiner Verurteilung kämpfen.

## Dokumentationen und Fernsehfilme
- The Case Against Adnan Syed, von Amy Berg und Rabia Chaudry. Vierteiliger Dokumentarfilm des Fernsehsenders HBO